# Winsen (Luhe)
Winsen is een gemeente in de Duitse deelstaat Nedersaksen, gelegen in het Landkreis Harburg. De stad telt 35.332 inwoners en heeft de status van selbständige Gemeinde. Winsen wordt ook wel Winsen an der Luhe genoemd.

## Geografie
Winsen (Luhe) heeft een oppervlakte van 109,55 km² en ligt in het noorden van Duitsland. Dichtbij gelegen grote steden zijn o.a. Hamburg in het noordwesten, afstand 30-35 km, en Lüneburg, ruim 25 km in zuidoostelijke richting. Winsen ligt bij de monding van de rivier de Luhe in de Ilmenau en, daar vlakbij, die van de Ilmenau in de Elbe.
Winsen ligt in een overgangsgebied tussen verschillende landschapstypen. In het noorden en midden van de gemeente bevindt zich het lage rivierpolderland aan weerszijden van de Elbe, kenmerkend voor de Elbmarschen. In het zuiden is het terrein hoger, men spreekt van geestgronden. Dit is het overgangsgebied naar de ten zuiden van Winsen gelegen Lüneburger Heide.
Het rivierdalgebied langs de Elbe is van oorsprong vruchtbaar boerenland, met veel fruitteelt, evenals de streek Vierlande tegenover Winsen, en het verder westelijk gelegen Alte Land aan de andere kant van de Elbe.
In het oosten grenst Winsen aan Drage in de Samtgemeinde Elbmarsch, en in het zuidoosten aan o.a. Radbruch in de Samtgemeinde Bardowick.

### Stadsdelen
De 14 officiële stadsdelen van Winsen (Luhe) zijn:
- Winsen-stad (Kernstadt)
- Bahlburg (ZW: ten zuidwesten van de eigenlijke stad); eind 2017 circa 750 inwoners
- Borstel (O); eind 2017 circa 2.500 inwoners
- Gehrden (WNW); eind 2017 circa 250 inwoners
- Hoopte (NW, aan de Elbe); eind 2015 circa 800 inwoners
- Laßrönne (N, aan de Elbe; bijna recht tegenover het wegens het concentratiekamp berucht geworden dorp Neuengamme); medio 2014 circa 800 inwoners
- Luhdorf (Z); medio 2014 circa 2.300 inwoners
- Pattensen (ZW); begin 2022 ruim 1.800 inwoners
- Rottorf (O); begin 2022 circa 1.250 inwoners
- Roydorf (Z); medio 2014 circa 1.250 inwoners
- Sangenstedt (O); eind 2018 ruim 500 inwoners
- Scharmbeck (W); medio 2014 circa 1.550 inwoners
- Stöckte (N, aan de Elbe); eind 2017 circa 1.900 inwoners
- Tönnhausen (NO); eind 2017 ruim 700 inwoners.

Andere plaatsjes in de gemeente zijn Grevelau (W), Habichtshorst (O) en Nettelberg, alsmede de boerderijen met eigen plaatsnaam Eggerslust en Haue.

### Wapensvan de stadsdelen

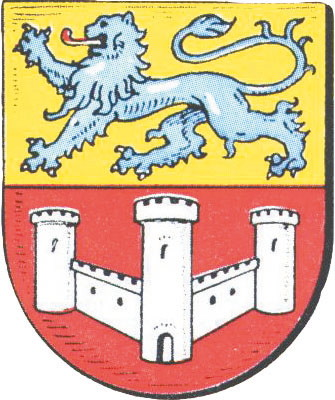
Wapen van Bahlborg
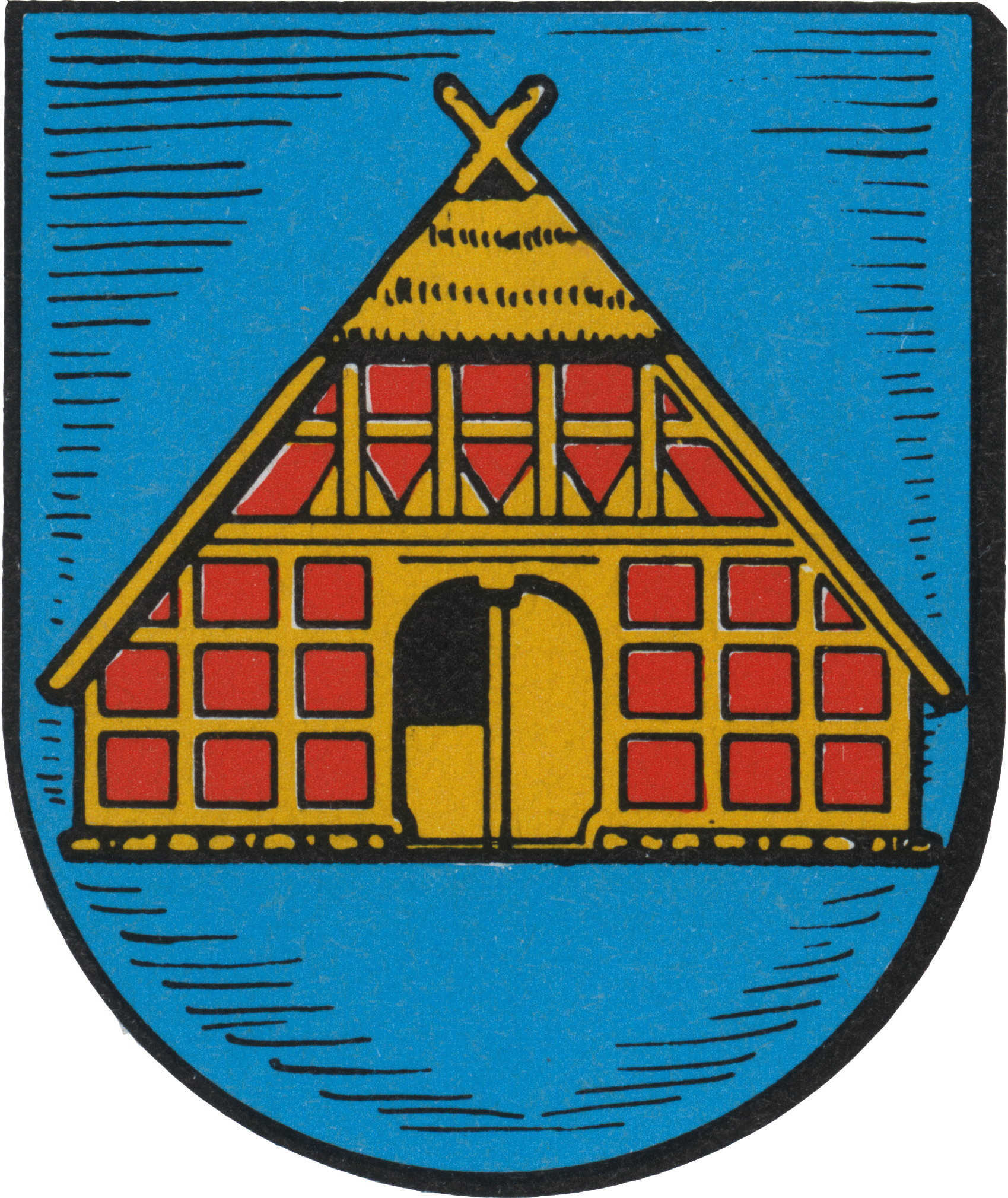
Idem Borstel
Idem Gehrden
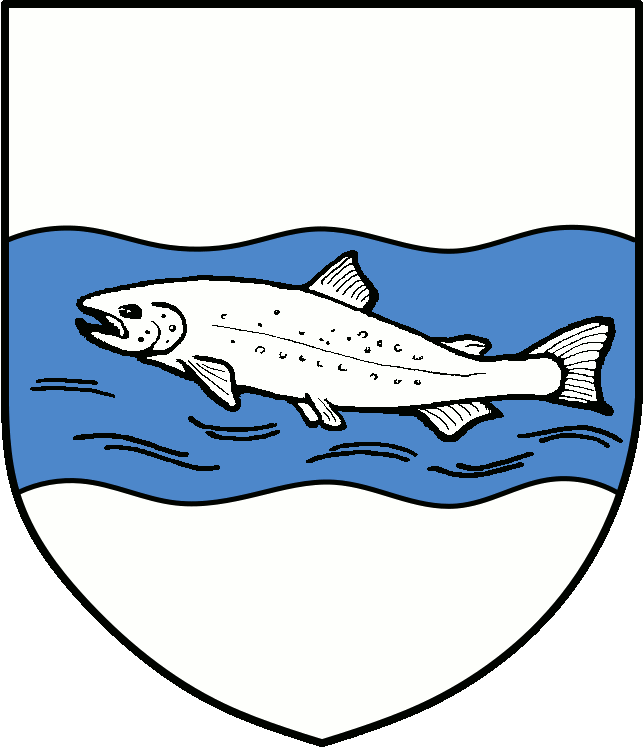
Idem Laßrönne
Idem Luhdorf
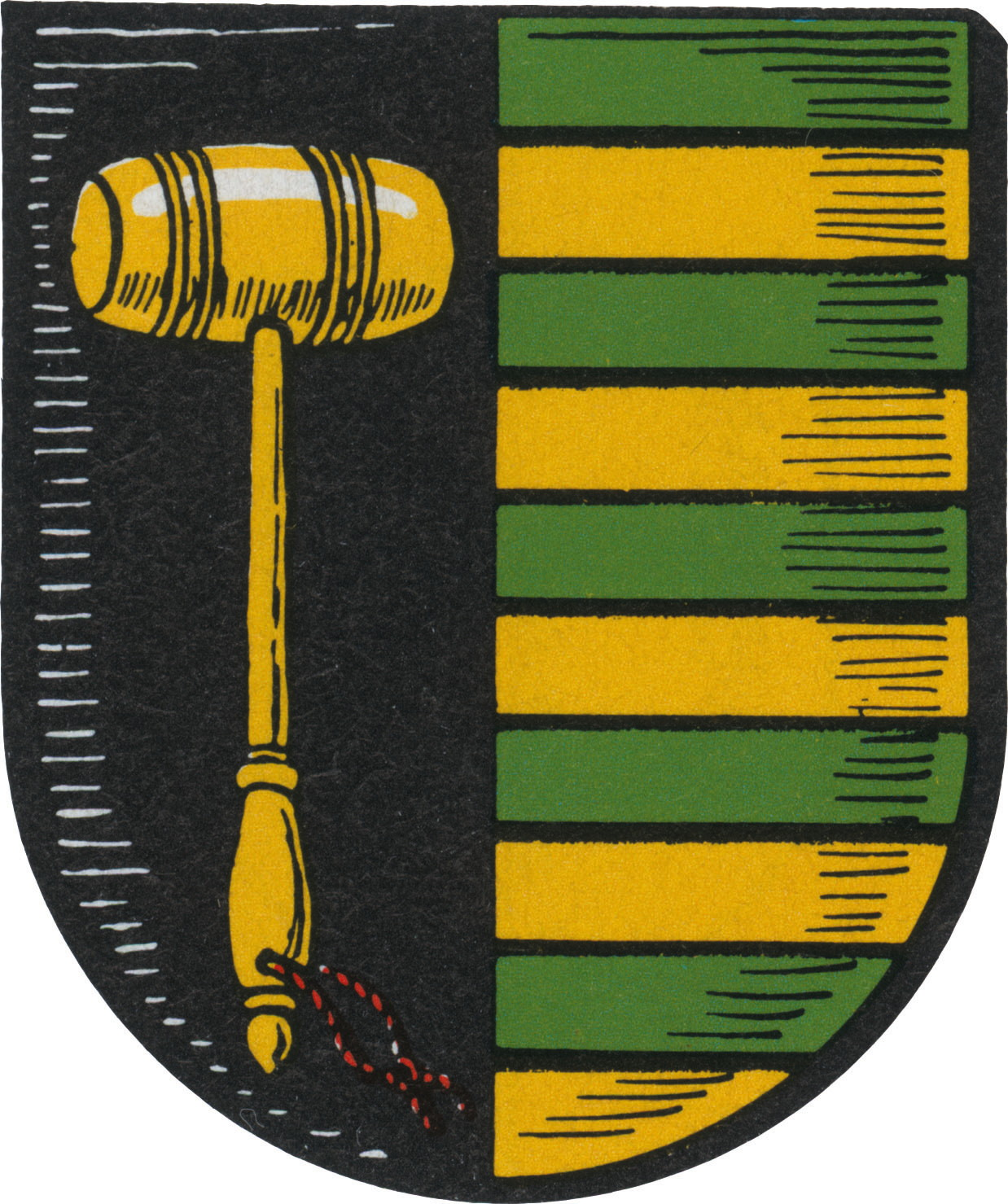
Idem Pattensen
Idem Rottorf
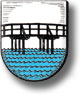
Idem Roydorf
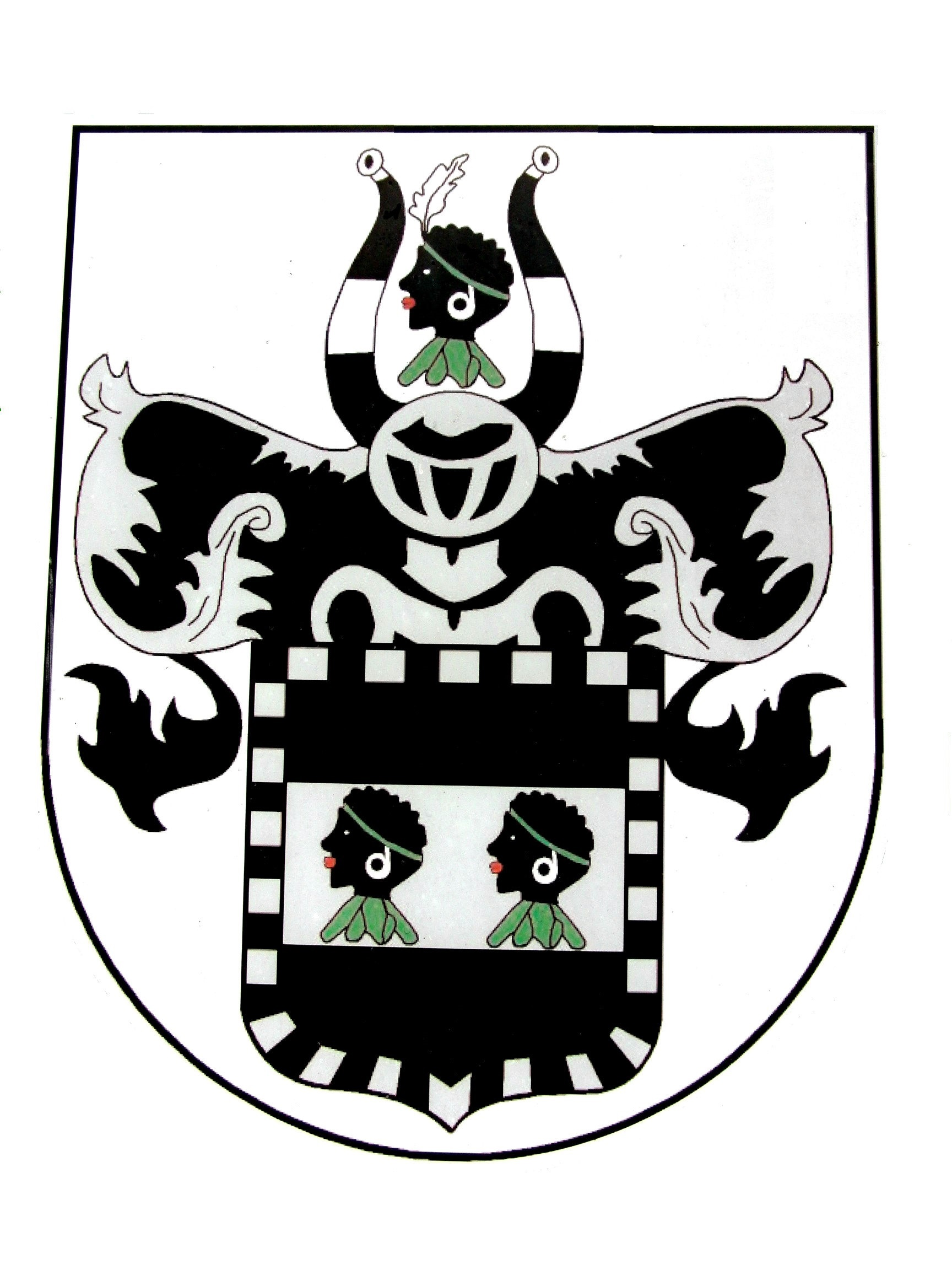
Idem Sangenstedt (niet officieel)
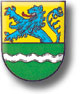
Idem Scharmbeck
Idem Stöckte

## Verkeer, infrastructuur

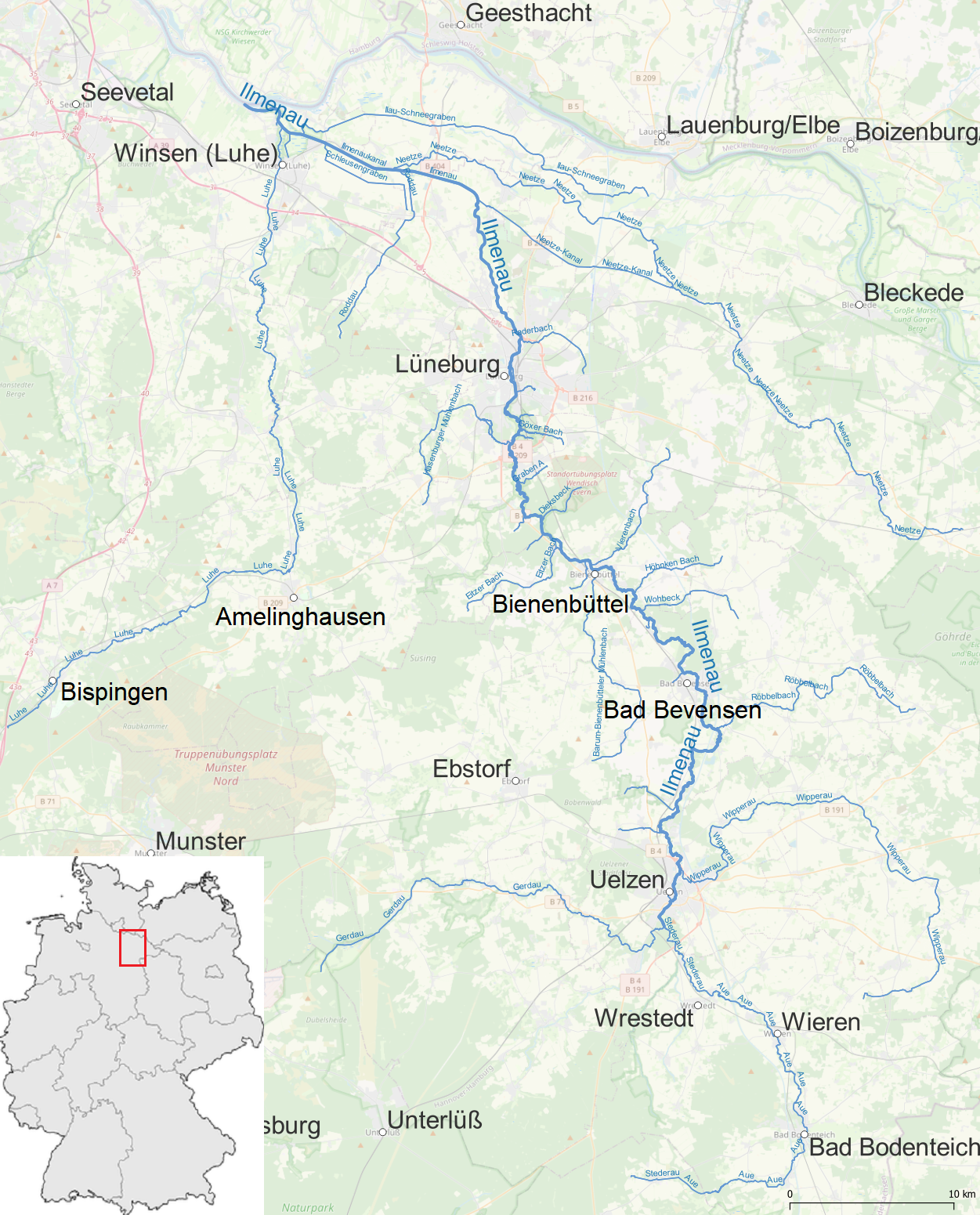
De rivieren Ilmenau en links de Luhe
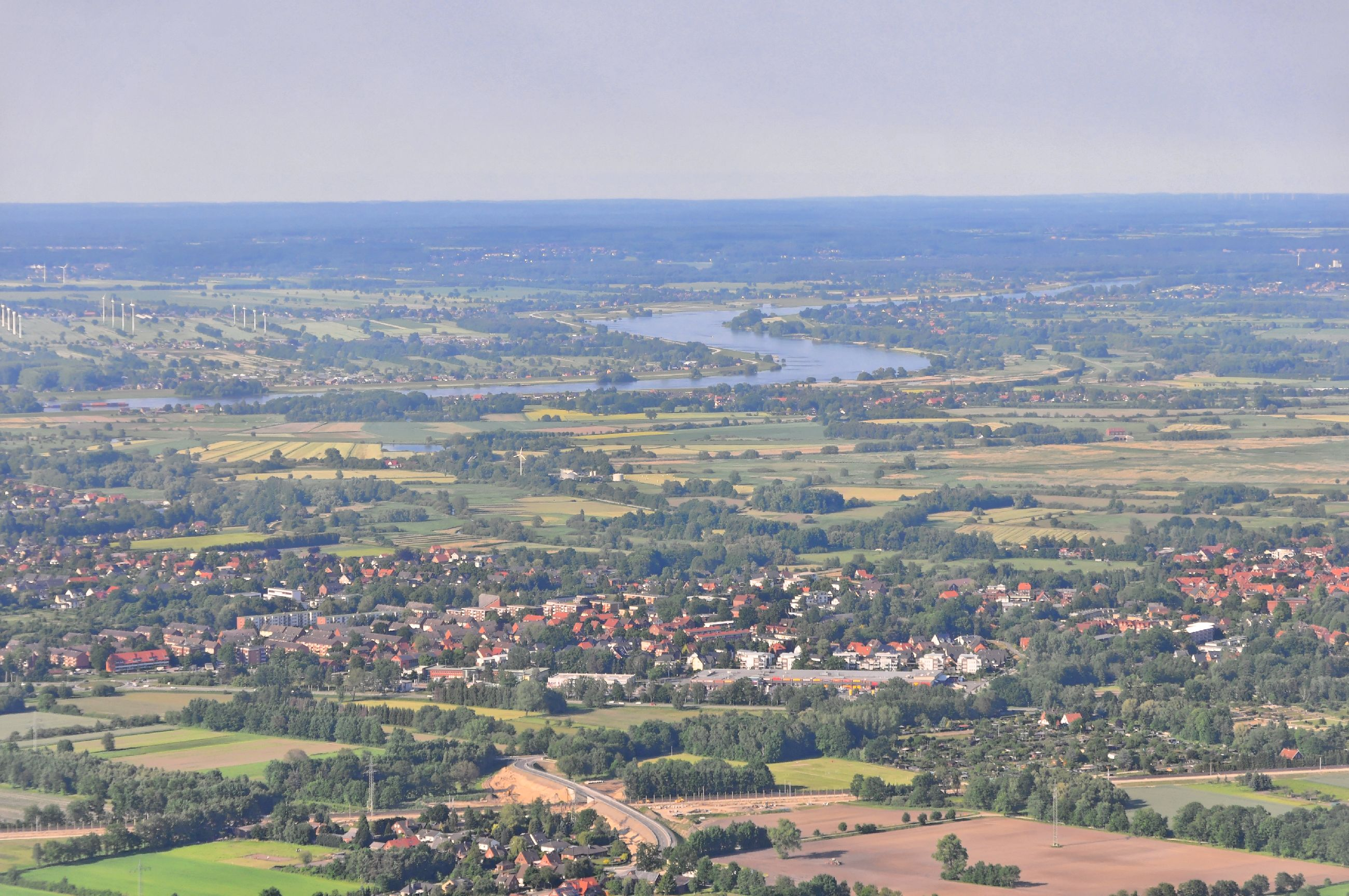
Mondingsgebied Luhe en Ilmenau in de Elbe. Op de voorgrond de stad Winsen.
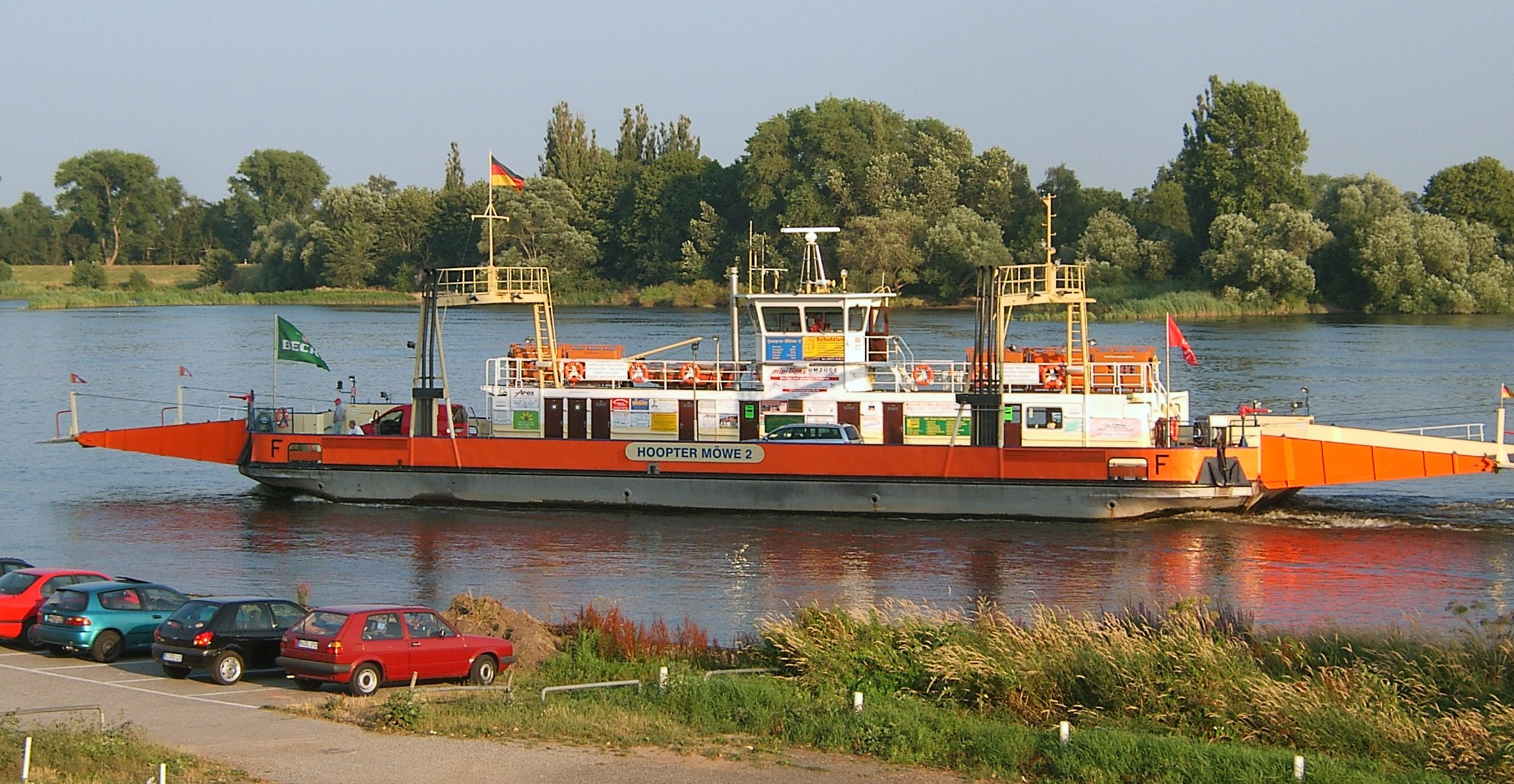
Pontveer Zollenspieker
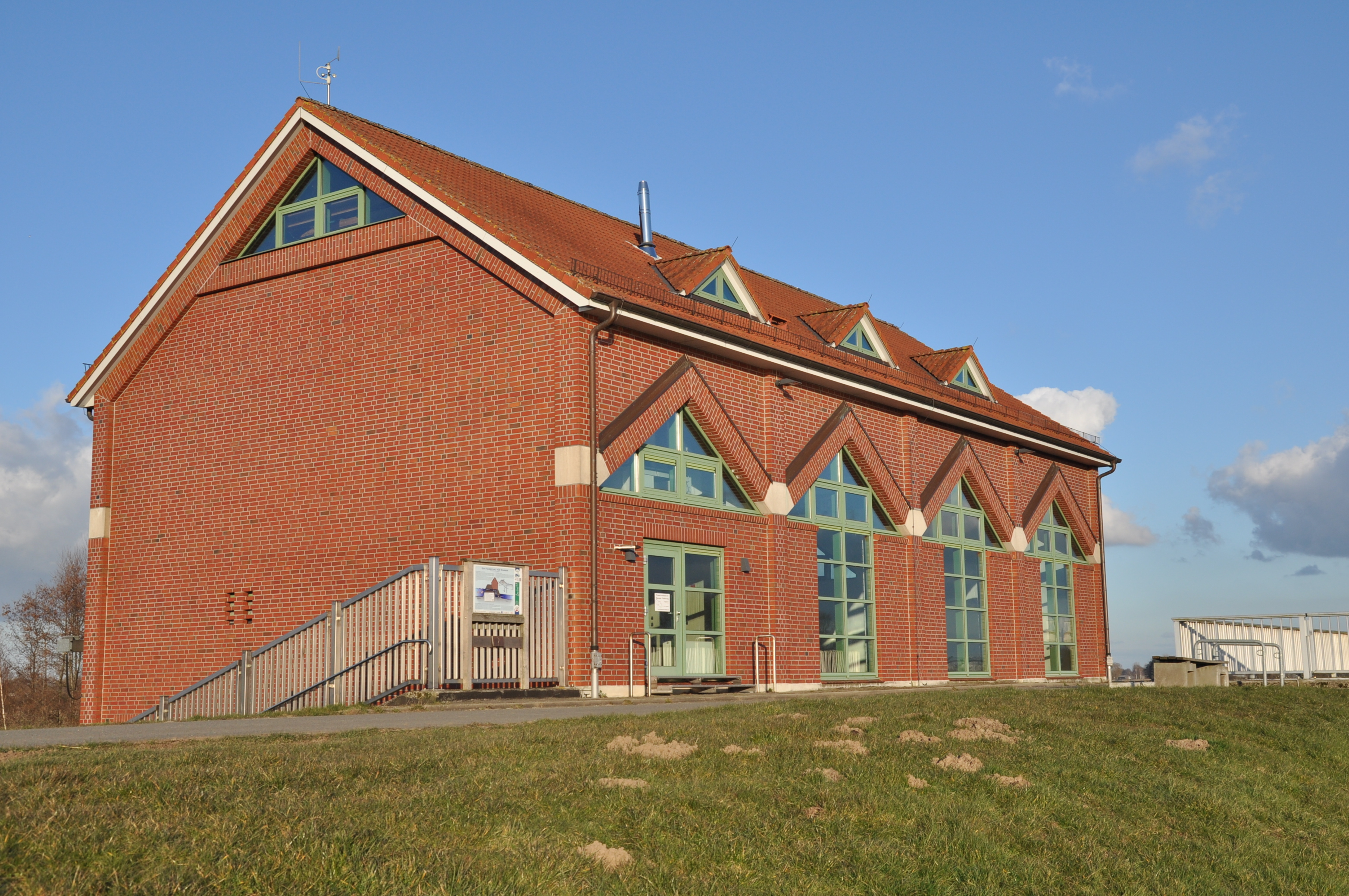
Gemaal bij Laßrönne
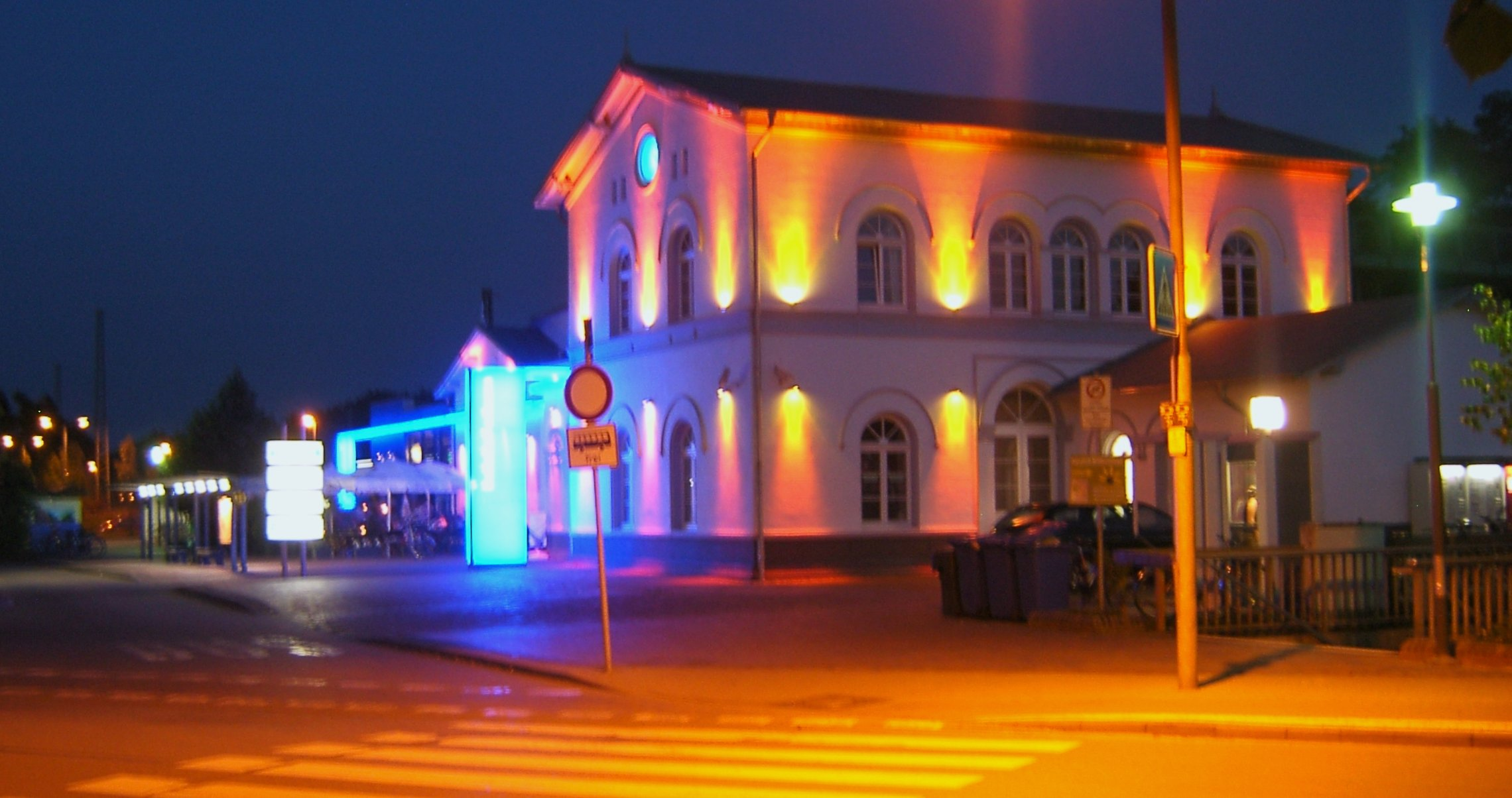
Station

De rivieren Luhe en Ilmenau mogen in de gemeente Winsen in principe alleen door kano's worden bevaren; er lopen echter parallel aan de Ilmenau kanalen, die door kleine vrachtschepen gebruikt kunnen worden. Bij stadsdeel Stöckte bevindt zich een kleine binnenhaven, die in de praktijk vooral gebruikt wordt door plezier- en rondvaartboten.
Tussen Hoopte, gemeente Winsen, en Hamburg-Kirchwerder bestaat een veerverbinding over de Elbe, die naar een voormalige spieker, waar in natura geheven tol werd opgeslagen, en die aan de Hamburgse kant van de Elbe staat, Zollenspieker heet.
Winsen heeft een eigen treinstation. Dit ligt aan een 38 km lange spoorlijn tussen Hamburg-Harburg en Lüneburg, ongeveer halverwege deze stations. Kleine spoorlijntjes lopen nog van Winsen naar Marschacht en Hützel, gemeente Bispingen; deze worden alleen door goederentreinen, en af en toe in het toeristenseizoen, door historische museumtreinen bereden. Het openbaar vervoer per bus is beperkt tot voornamelijk enige schoolbusdiensten en een belbusdienst; op zon- en feestdagen is er in het geheel geen busverkeer in Winsen.
De stad is tevens te bereiken via afritten 3 en 4 van de A39.
Winsen ligt aan de 58 km lange, bij Bispingen in de Lüneburger Heide ontspringende rivier Luhe, die dichtbij Winsen uitmondt in de Ilmenau. Bij Hoopte, gemeente Winsen, mondt de Ilmenau uit in de Elbe. Na de stormvloed van 1962 is tussen 1969 en 1976 bij de monding van de Ilmenau in de Elbe een stormvloedkering gebouwd; in 2001 kwam bij Laßrönne een modern gemaal gereed.

## Economie

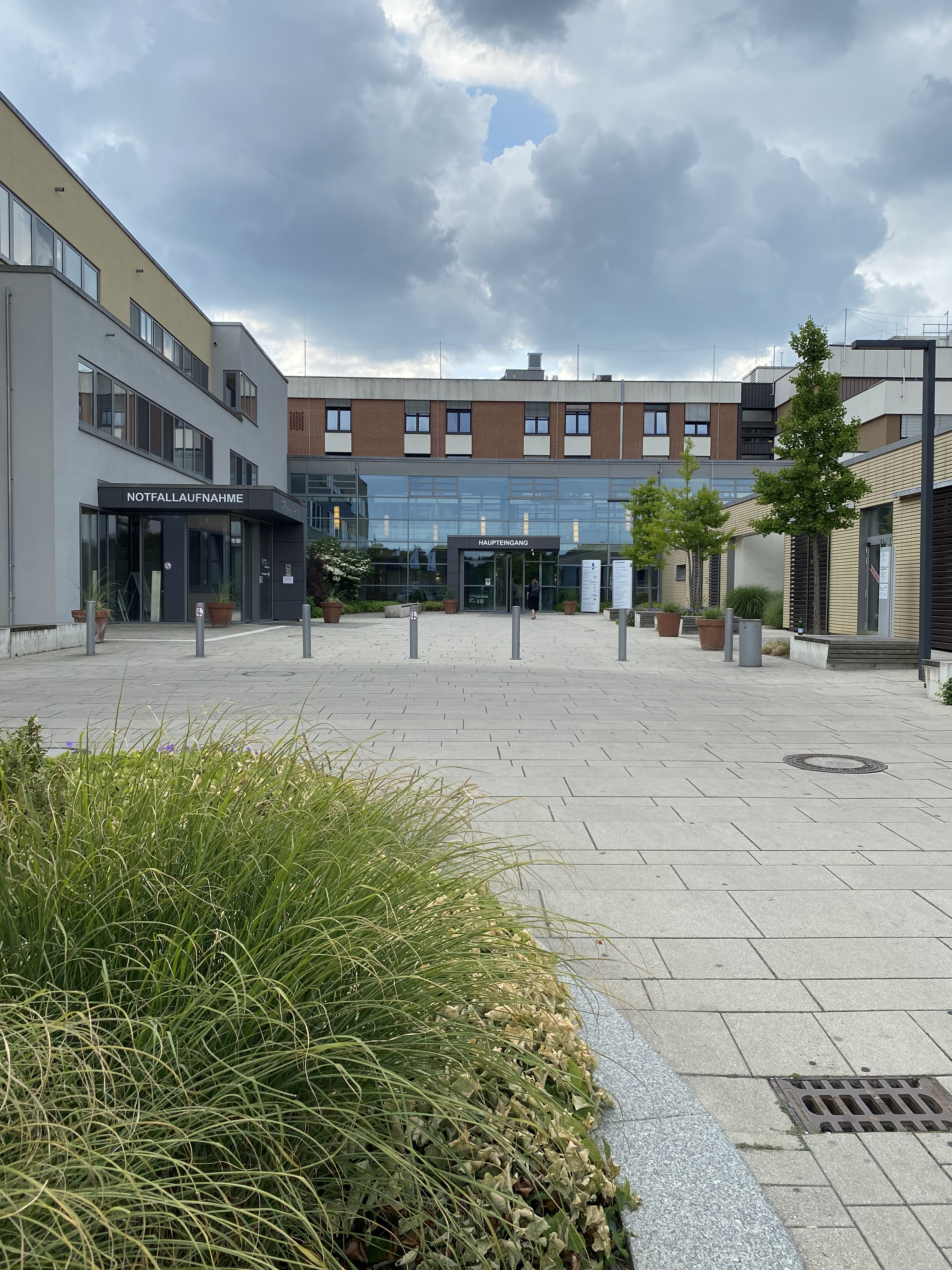
Ziekenhuis

Winsen is een logistiek knooppunt in de regio ten zuiden van de grote stad Hamburg. Vooral dicht bij de A39 liggen enige uitgestrekte bedrijventerreinen, waar middelgrote (100-300 werknemers) en kleinere bedrijven in vele verschillende branches zijn gevestigd, zowel industrie, ambacht, logistiek, als groot- en detailhandel.
Eén van de grootste bedrijven in Winsen, Feldbinder, is een ook naar Nederland en België exporterende fabrikant van aanhangers voor vrachtauto's, met name voor vervoer van vloeistoffen en gassen (tankopleggers). Amazon.com bezit in stadsdeel Luhdorf een groot distributiecentrum.
Binnen de dienstensector zijn het stedelijke ziekenhuis (255 bedden), de gemeente en de ambtelijke instanties werkgevers van betekenis.
In Winsen wonen verder veel forensen met een baan in en om de stad Hamburg.

## Geschiedenis

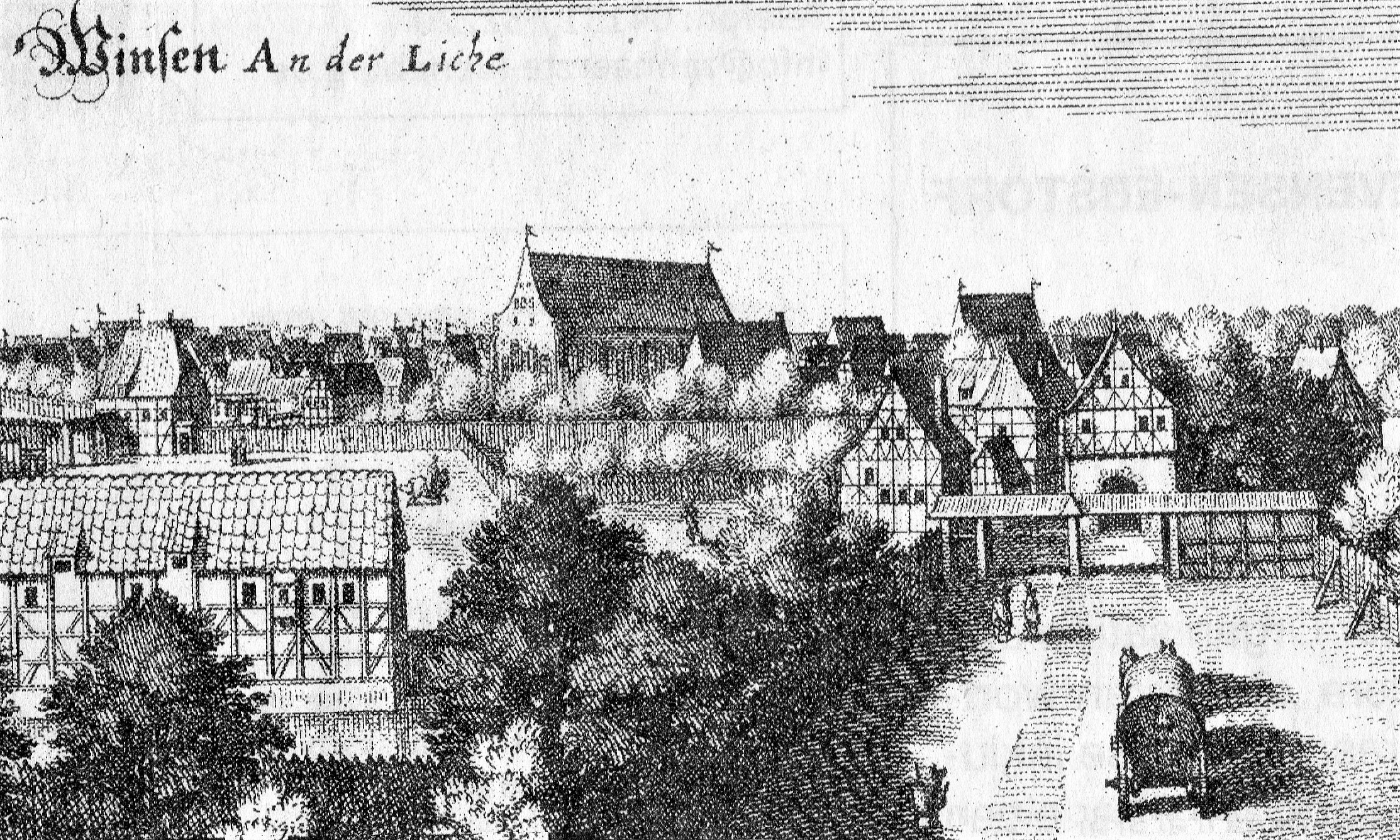
Prent van het centrum van Winsen, omstreeks 1658
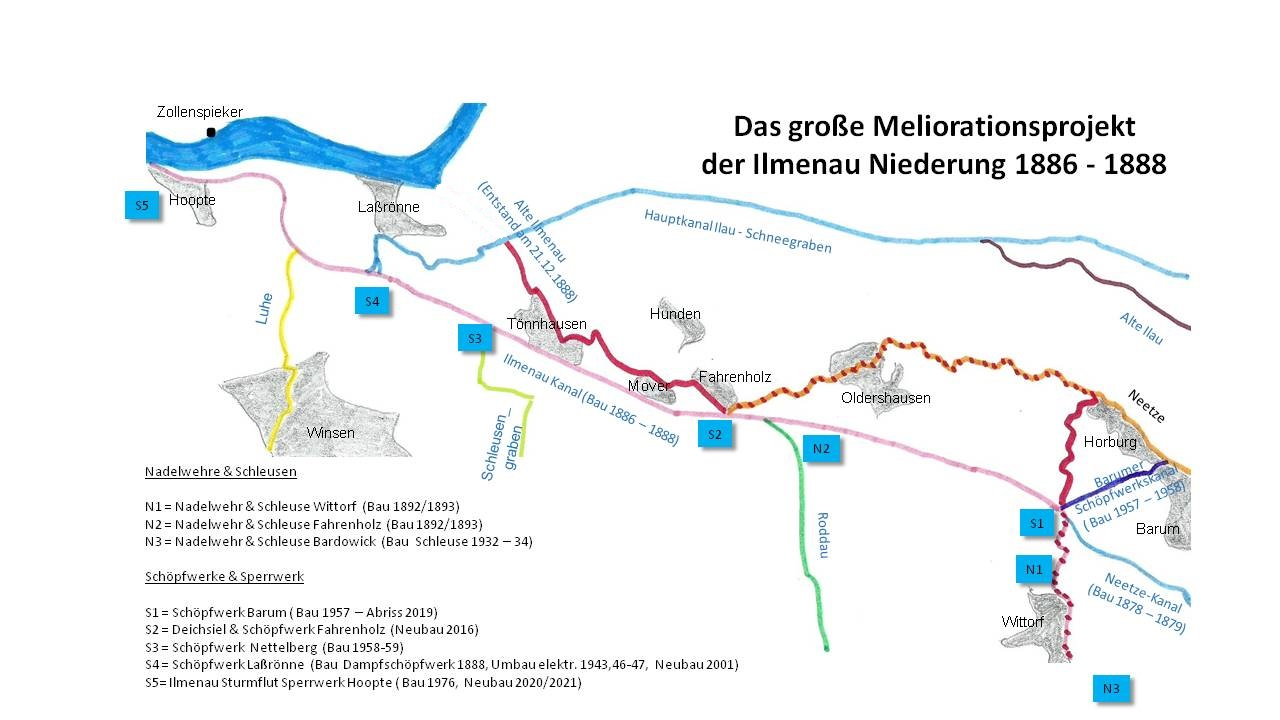
Kaart waterwerken langs de benedenloop van de Ilmenau vanaf 1888
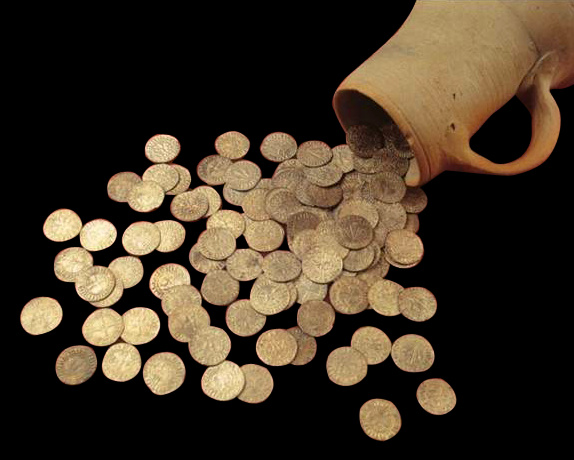
Muntschat van Luhdorf

Het jaar 1158 wordt als dat van de stichting van de stad beschouwd. Winsen (in de middeleeuwen nog Winhausen geheten) ligt aan de rivier Ilmenau, die in die tijd, en wel tot en met de 19e eeuw nog, door trekschuiten en andere kleine scheepjes werd bevaren. Deze route was een onderdeel van de zoutroute tussen Lüneburg, Hamburg en de Noordzeehavens. Winsen profiteerde echter in veel geringere mate van de ondergang in 1189 van de concurrerende stad Bardowick dan Lüneburg en Hamburg. Wel werd het een niet onbelangrijke binnenhaven; het terrein was van nature al geschikt daarvoor.
In de 13e eeuw, wellicht reeds vóór 1233, verkreeg Winsen stadsrechten. Vermoedelijk aan het eind van de 13e eeuw werd het kasteel van Winsen gebouwd. In 1401 werd buiten de zuidelijke stadsmuur het St. Georgsstift, een leprozerie, gesticht; de bijbehorende kapel, en een op een traditionele boerderij uit de streek lijkend voormalig hospitaal is blijven bestaan. Omstreeks 1379 heeft iemand, wellicht uit vrees voor roof tijdens oorlogshandelingen, bij Luhdorf een kruik met 159 munten daarin begraven. Deze schat is in 1986 opgegraven en is in het bezit van het Archeologische Museum Hamburg te Harburg.
Door de Reformatie in de 16e eeuw is de meerderheid van de christenen in Winsen evangelisch-luthers geworden. Sinds de late middeleeuwen lag Winsen in het Hertogdom Brunswijk-Lüneburg. Hertog Ernst I van Brunswijk-Lüneburg forceerde de invoering van de leer van Maarten Luther in Winsen in 1526. In 1530 en 1585 verwoestten grote branden delen van de stad.
Tijdens de Dertigjarige Oorlog (1618-1648) hadden Winsen en de dorpen daaromheen veel te lijden, o.a. van aan protestantse zijde meevechtende Deense soldaten, die het gebied in 1627 plunderden en brandschatten in een vergeefse poging, Winsen op de katholieke coalitie te veroveren. In datzelfde jaar logeerde de bekende veldheer Johan t'Serclaes van Tilly enige tijd in kasteel Winsen om er te herstellen van een oorlogsverwonding. Tegen het einde van deze oorlog, in 1637, viel Winsen door toedoen van Zweedse troepen weer in protestantse handen.
In 1847 verkreeg Winsen aansluiting op het spoorwegnet. In 1858 begon de industrialisering van Winsen; in dat jaar werd o.a. een papierfabriek geopend. In de laatste decennia van de 19e eeuw is ter bevordering van de binnenscheepvaart en ter voorkoming van overstromingen in de streek rondom Winsen een groot aantal waterbouwkundige werken uitgevoerd, waaronder het aanleggen van kanalen, de bouw van sluizen en de aanleg van dijken.
Tijdens de Tweede Wereldoorlog waren in de stad enige kleine kampen voor dwangarbeiders gevestigd. In 1945 werden het station van Winsen alsmede een fabriekswijk langs de spoorlijn enige malen door geallieerde vliegtuigen gebombardeerd. Op 19 april 1945 werd de stad door de Britten veroverd, die één dag eerder bij Rottorf nog zware gevechten hadden moeten leveren.
Na de oorlog moesten enige duizenden Heimatvertriebene uit o.a. Silezië en Oost-Pruisen in Winsen worden gehuisvest. Omdat onder hen relatief veel rooms-katholieken waren, kreeg de stad in 1949 een katholieke parochie. Tot 1967 kerkte deze in de historische Sint-Joriskapel; daarna kregen de katholieken de beschikking over een nieuw kerkgebouw, de Goede-Herderkerk.
Op 1 juli 1972 vond een gemeentelijke herindeling plaats. De voormalige gemeentes Bahlburg, Borstel, Gehrden, Hoopte, Laßrönne, Luhdorf, Pattensen, Rottorf, Roydorf, Sangenstedt, Scharmbeck, Stöckte en Tönnhausen werden toen stadsdelen van Winsen. In de periodes 1972-1984 en 2021-2023 vonden ingrijpende saneringen van de infrastructuur in de stad plaats. Bij de eerste daarvan vielen, achteraf tot verdriet van veel stadsbewoners, enige historische gebouwen in Winsen ten prooi aan de slopershamer.
Van 1983 tot 1989 werd ten zuidoosten van de stad een grote hoeveelheid zand en grind weggebaggerd voor de aanleg van uitbreiding van het Autobahnennet. Hierdoor ontstond een 90 hectare grote plas, de Rethmoorsee, die de bestemming natuurreservaat heeft gekregen.

## Bezienswaardigheden, toerisme, recreatiesport
Te Winsen staat aan de westrand van het centrum het kasteel Schloss Winsen. Het is al sinds 1852 in gebruik als Amtsgericht en is op een enkel vertrek na, dat als trouwlocatie dienst doet, niet te bezichtigen. Eén keer per jaar echter, op de Duitse Open Monumentendag, wordt voor belangstellenden een rondleiding door het gebouw georganiseerd. Het kasteel wordt omringd door een kasteelpark, dat wel vrij toegankelijk is.
Een voormalig stallengebouw ten zuiden van dit kasteel, Marstall, herbergt o.a. het plaatselijke streekmuseum (met een speciaal aan het werk van de schrijver Johann Peter Eckermann gewijd vertrek) , een toeristisch informatiecentrum en de plaatselijke openbare bibliotheek. Het gebouw dateert voor het grootste deel uit de 17e of 18e eeuw.
De in 1415 na brand herbouwde evangelisch-lutherse Mariakerk, een gotische hallenkerk, had, zoals uit een prent uit 1658 blijkt, oorspronkelijk geen toren. De huidige neogotische toren kwam in 1899 gereed. Het interieur dateert grotendeels uit de tweede helft van de 20e eeuw. Zo zijn de glas-in-loodramen omstreeks 1960 vervaardigd door de destijds bekende glazenier Claus Wallner.
Winsen ligt in een gebied met tamelijk veel natuurschoon. Ten noorden van het stadje en ten oosten van Hoopte is een 4,3 km2 groot natuurreservaat ingericht met de naam Ilmenau-Luhe-Niederung. Het bestaat uit diverse typen wetland langs rivieroevers. De rivieren Luhe en Ilmenau mogen in de gemeente Winsen in principe alleen door kano's worden bevaren; er lopen echter parallel aan de Ilmenau kanalen, die door kleine vrachtschepen gebruikt kunnen worden. De aan de Elbe gelegen stadsdelen Hoopte, Stöckte en Laßrönne zijn geliefde doelen voor watersporttoeristen.
Jaarlijks vindt in september in het dorp Scharmbeck een groot oogstfeest, met een ietwat op carnaval gelijkende optocht, plaats, dat tot uit de verre omtrek duizenden bezoekers aantrekt.
Winsen ligt aan de langeafstands-fietsroute Elbe-Radweg en nog enige andere fietsroutes, o.a. naar Hamburg. De fietsroutes worden ook wel door forensen voor woon-werk- of woon-schoolverkeer gebruikt.
Bij Luhdorf, niet ver van afrit 4 van de A39, ligt een grote golfbaan.

## Afbeeldingen

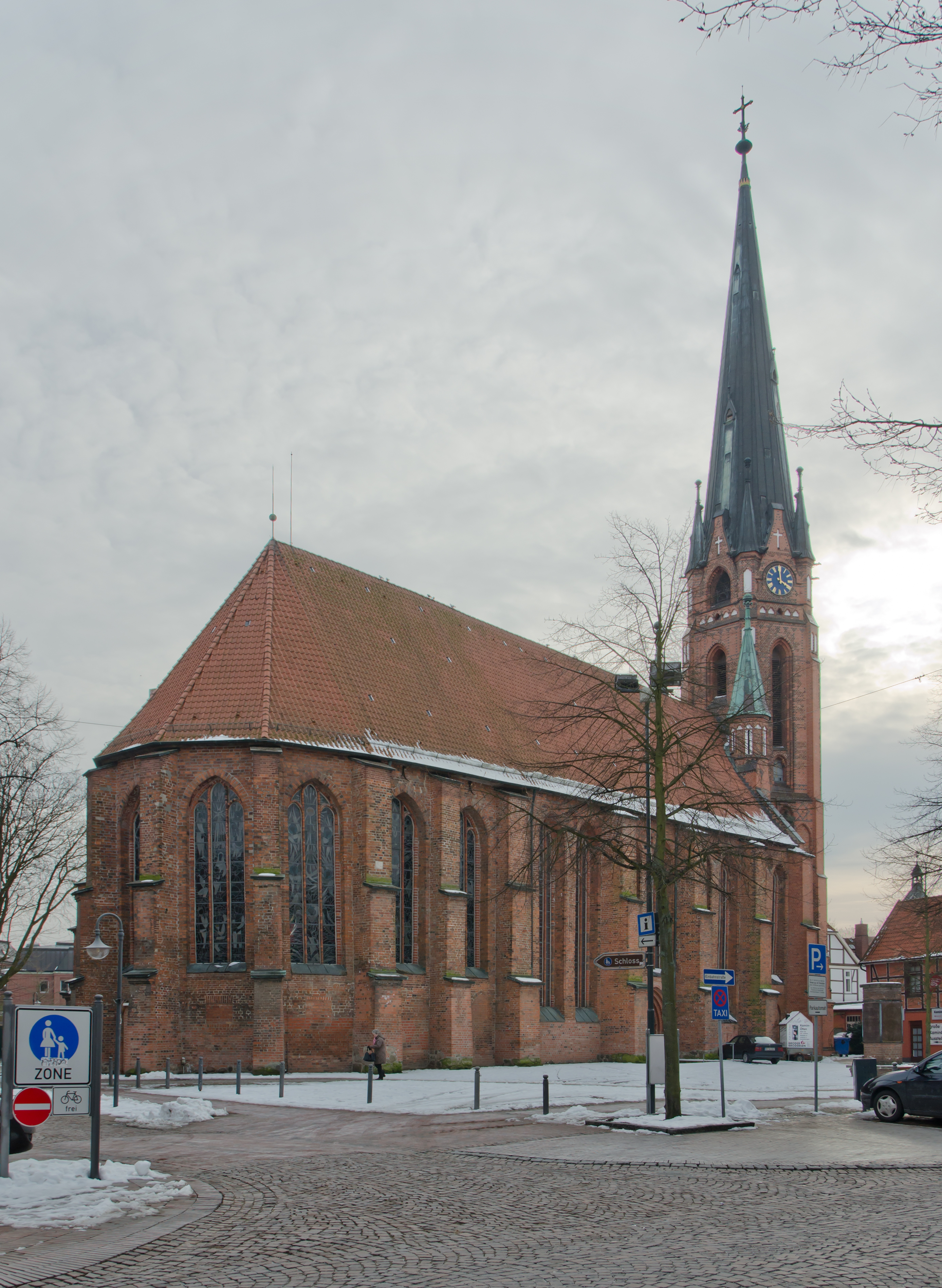
Evang.-lutherse Mariakerk
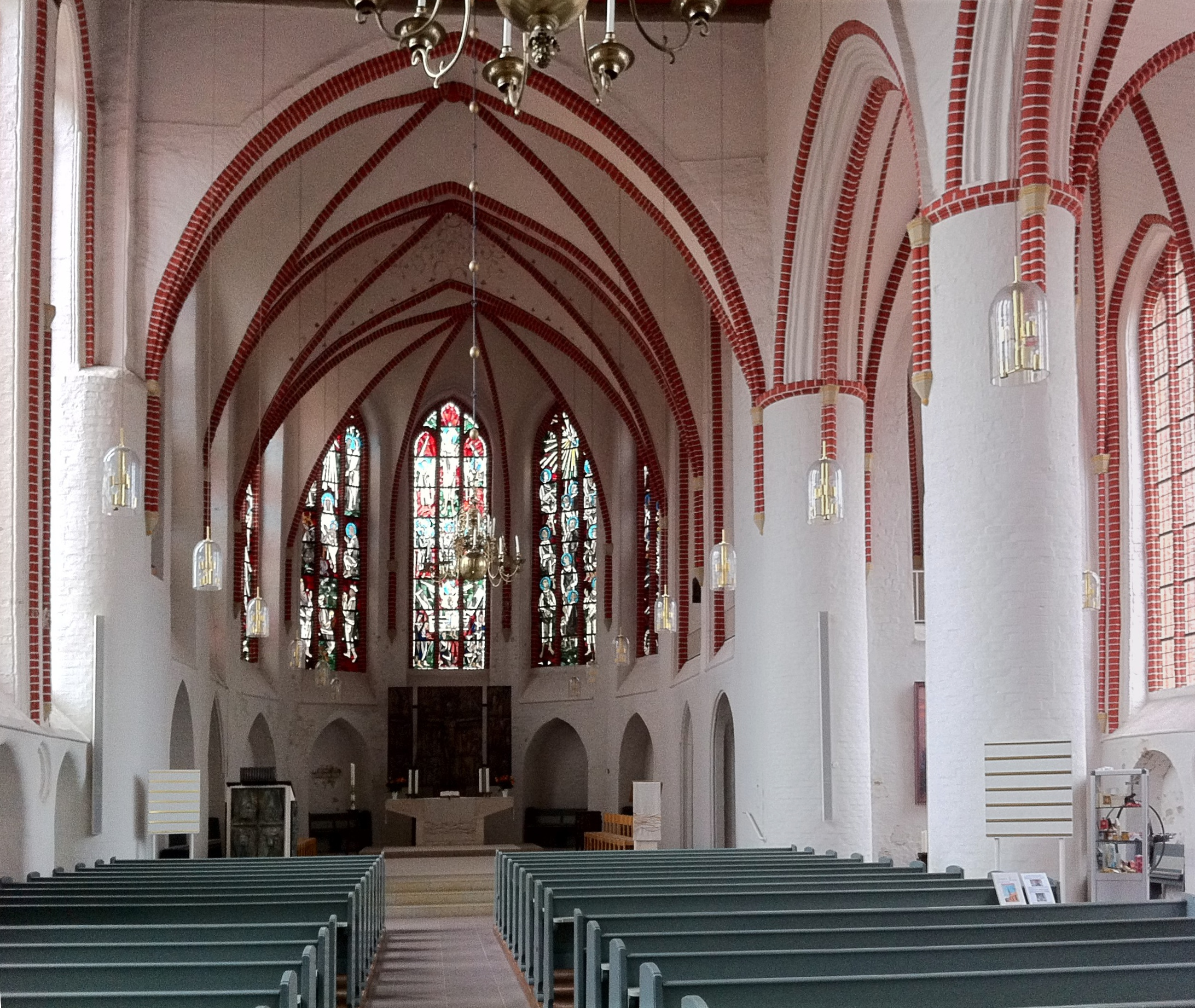
Interieur van deze kerk
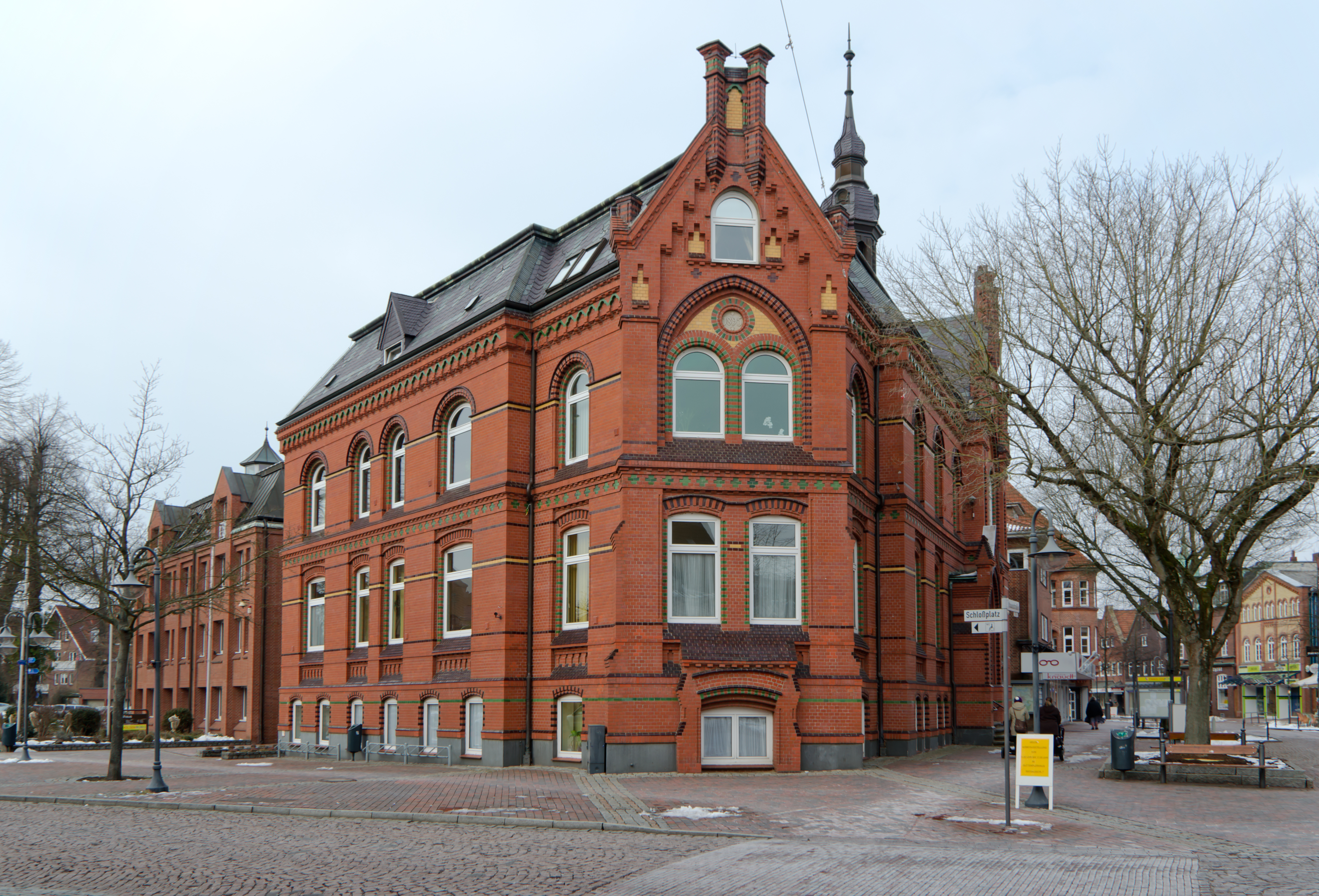
Gemeentehuis
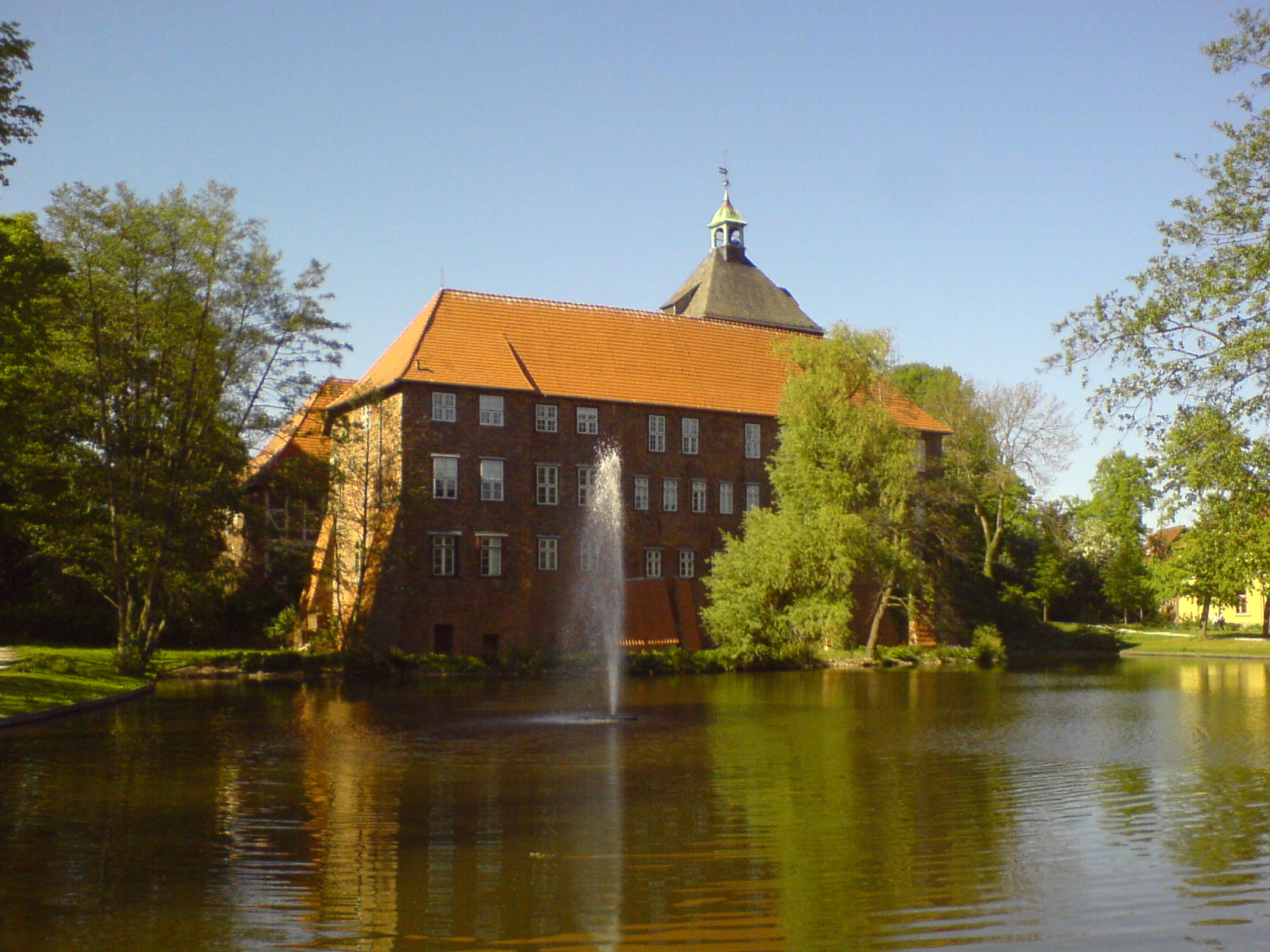
Het kasteel van Winsen
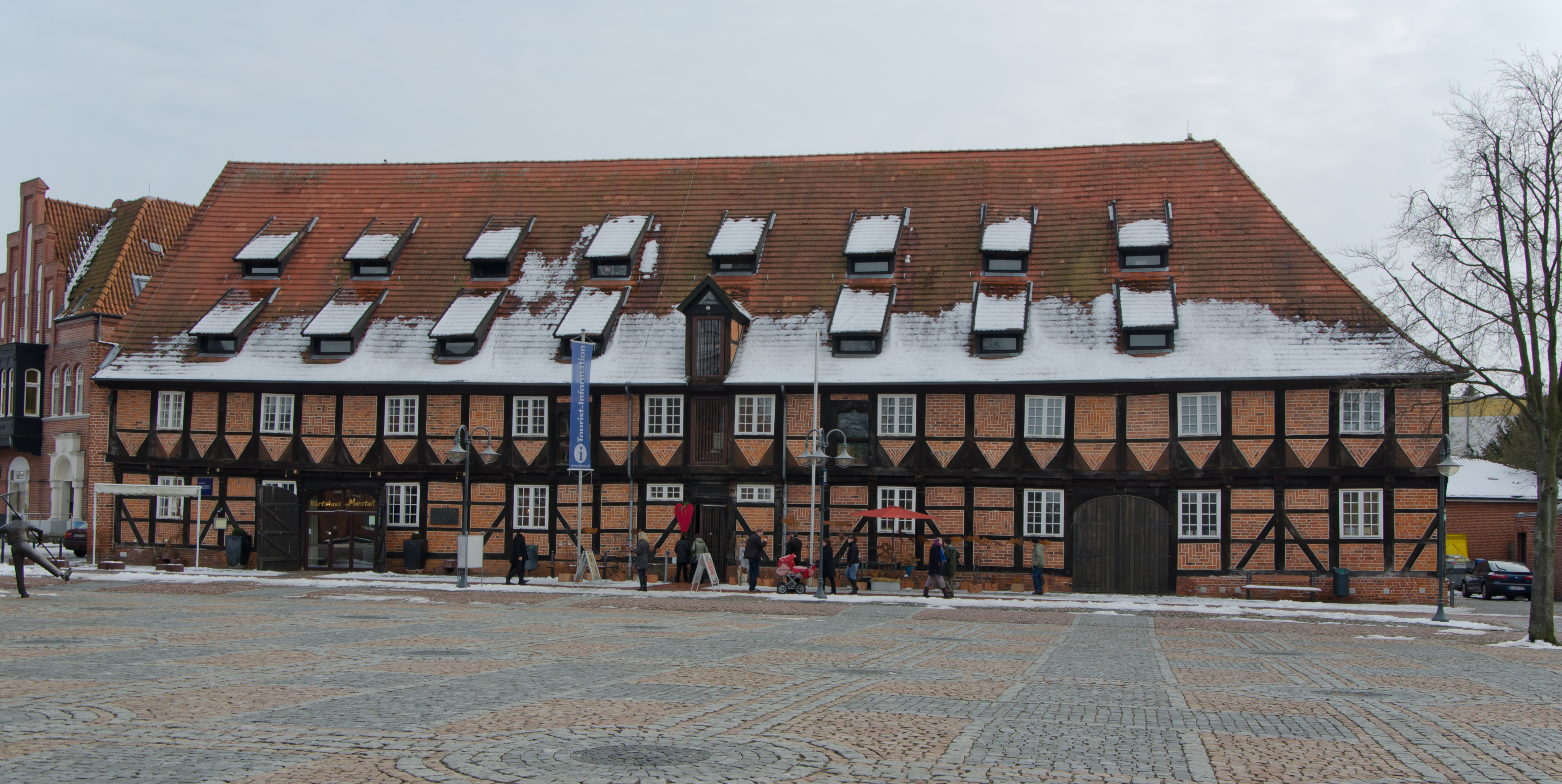
De voormalige Marstall (stallengebouw)
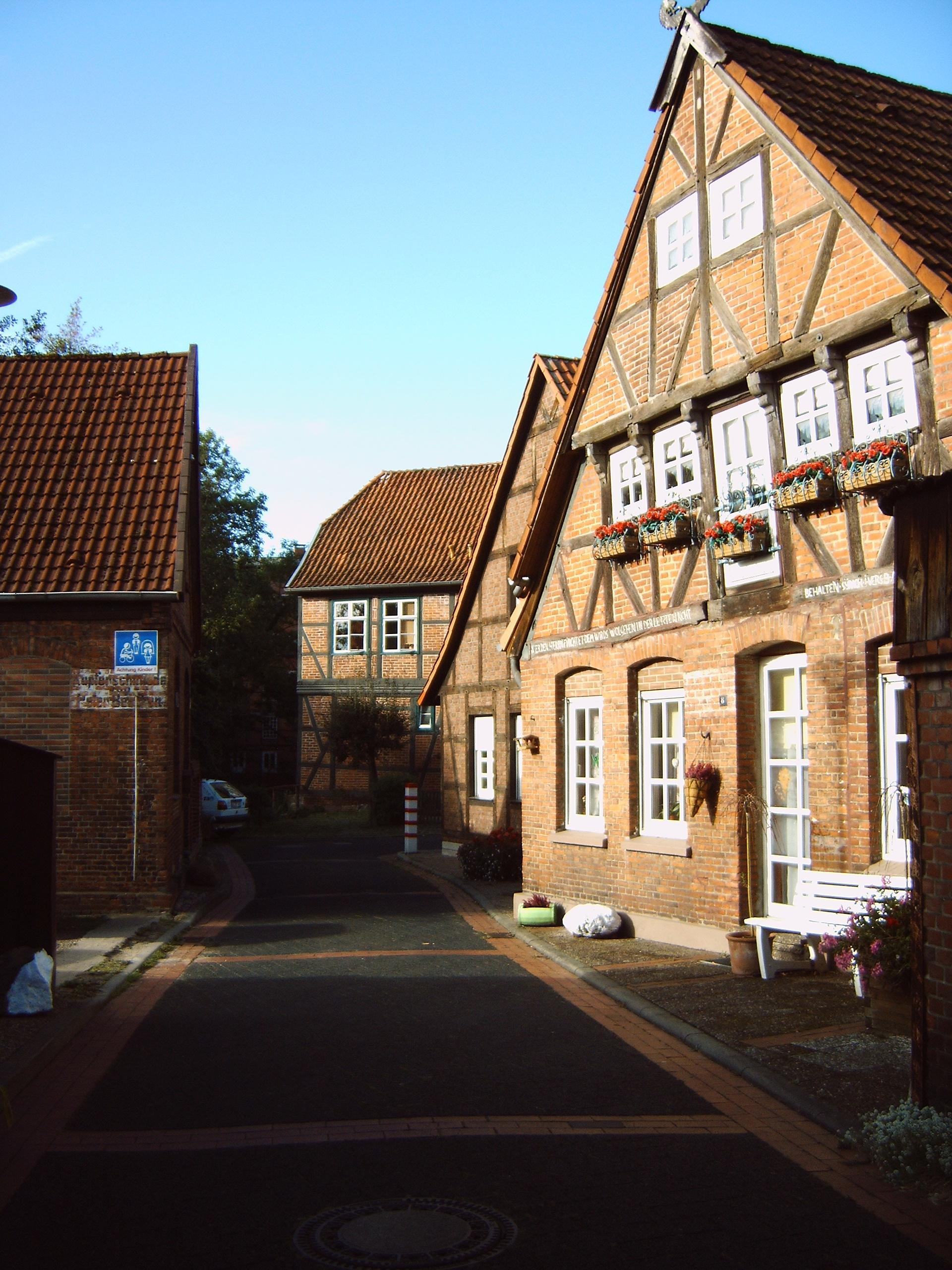
Vakwerkhuizen in de straat Kehrwieder in het centrum van Winsen (17e eeuw)
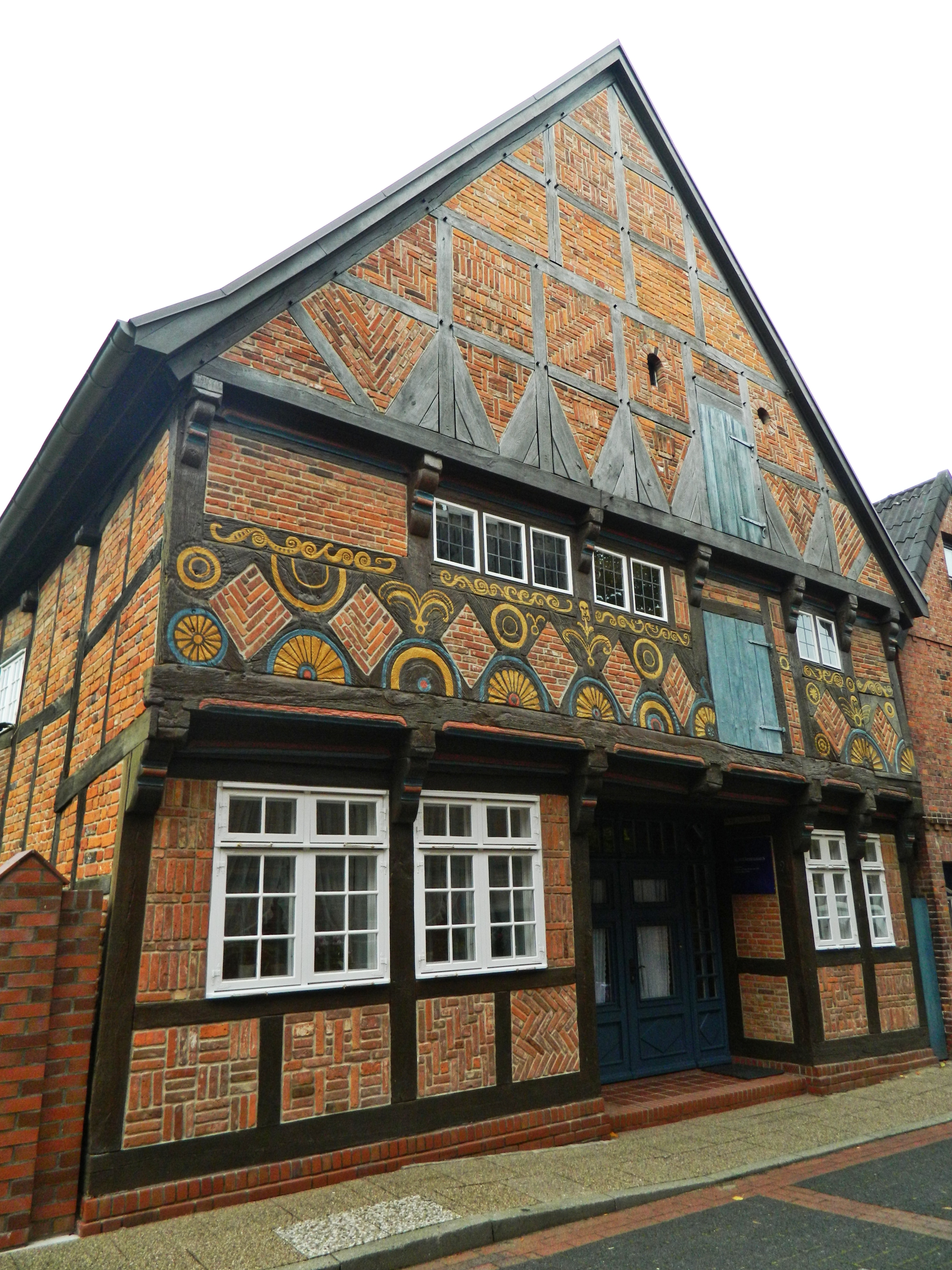
Blauwververshuis (1586)
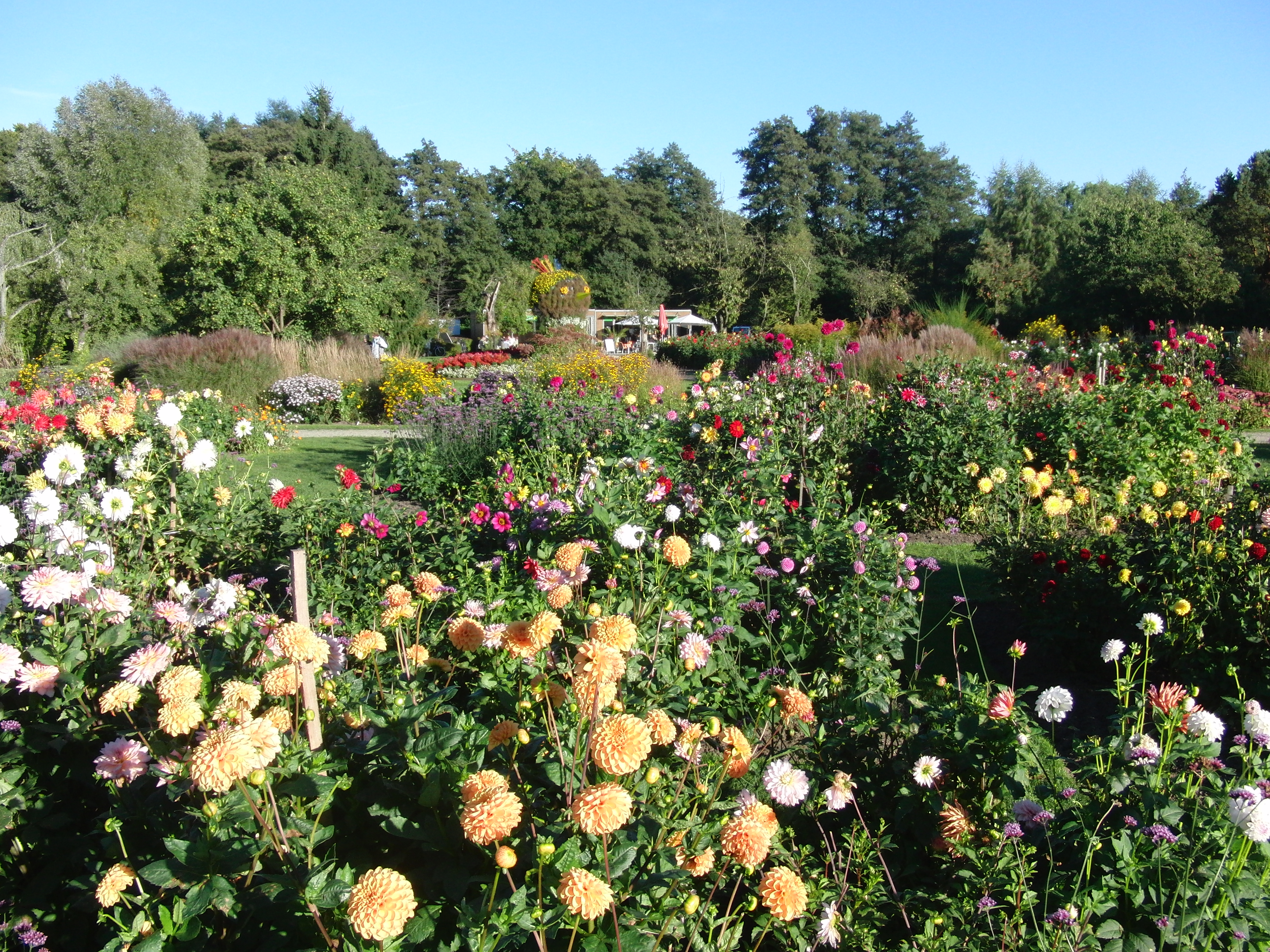
Stadspark Luhegärten (2013)
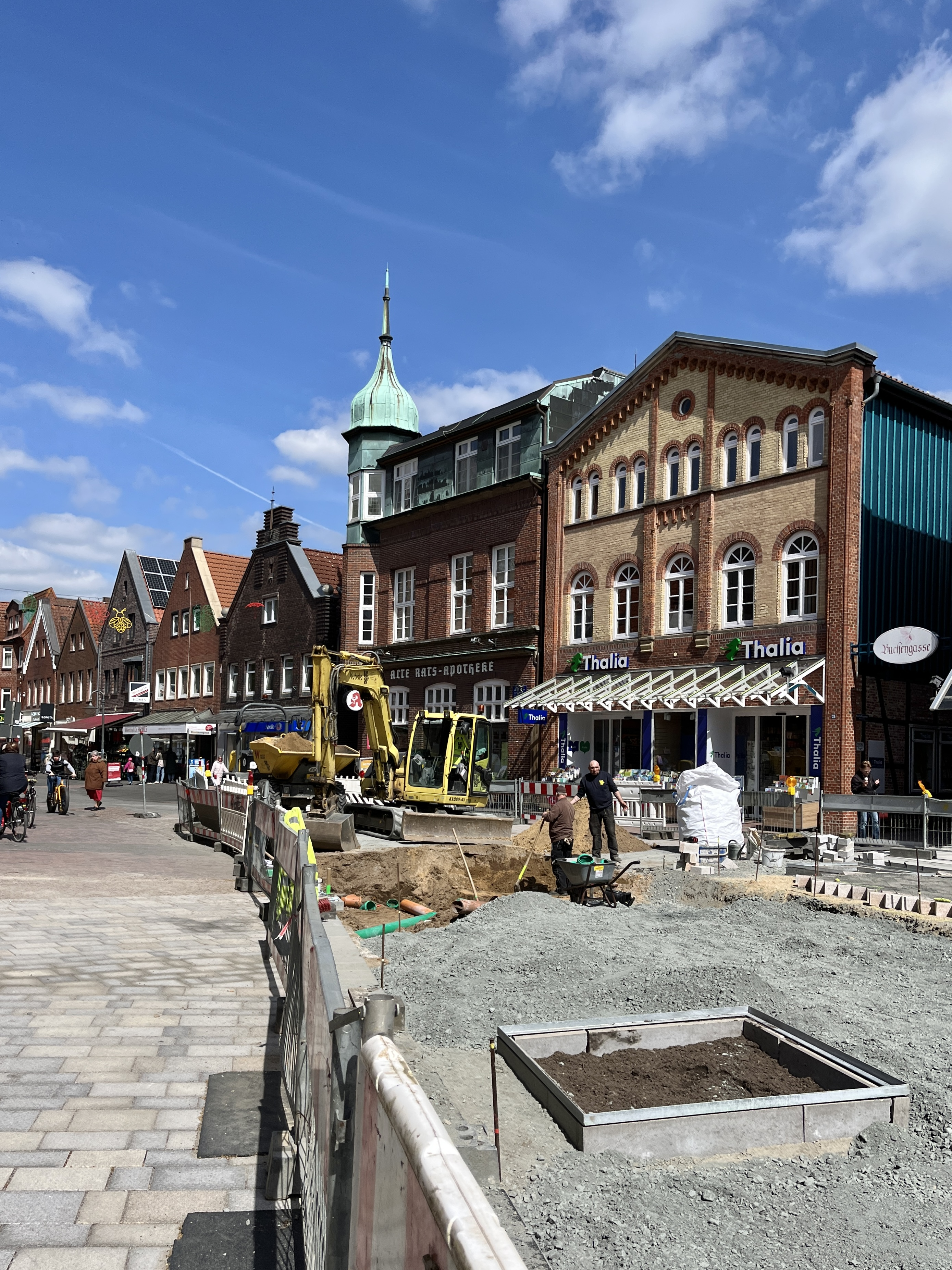
De Rathausstraße in 2023
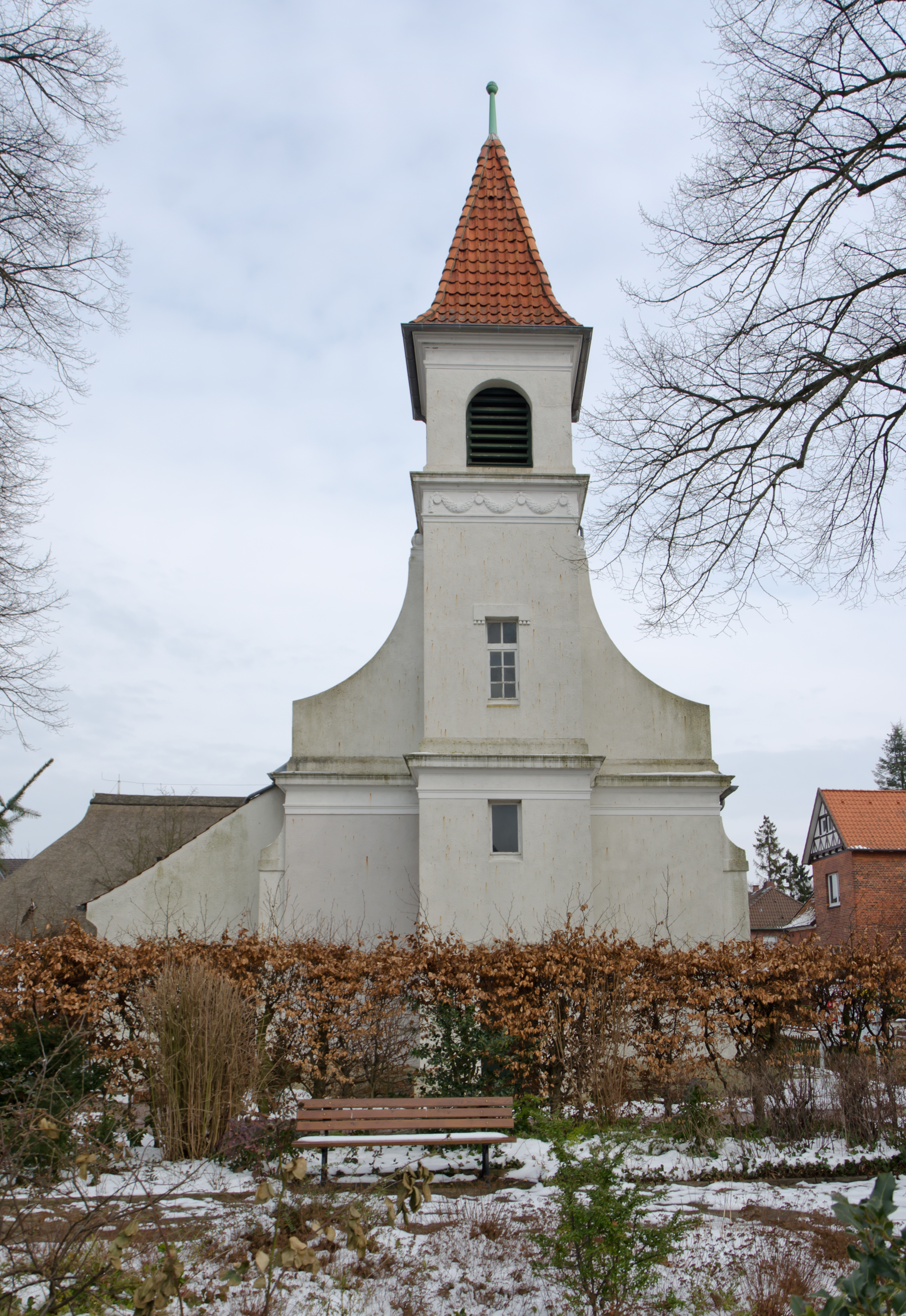
Sint-Joriskapel (15e-eeuws; torentje gebouwd in 1903)
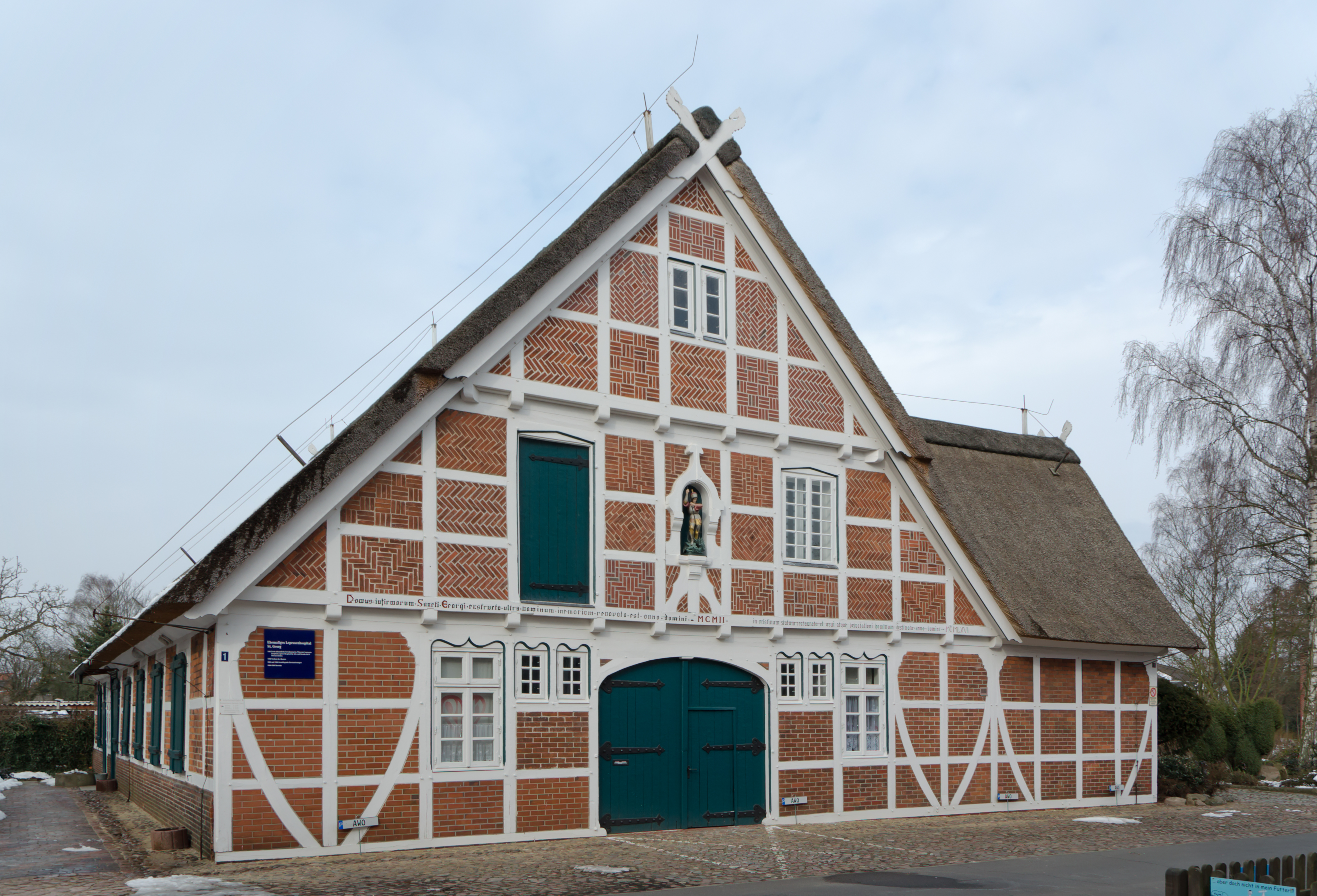
Voormalig St.-Jorishospitaal voor leprapatiënten (1766)
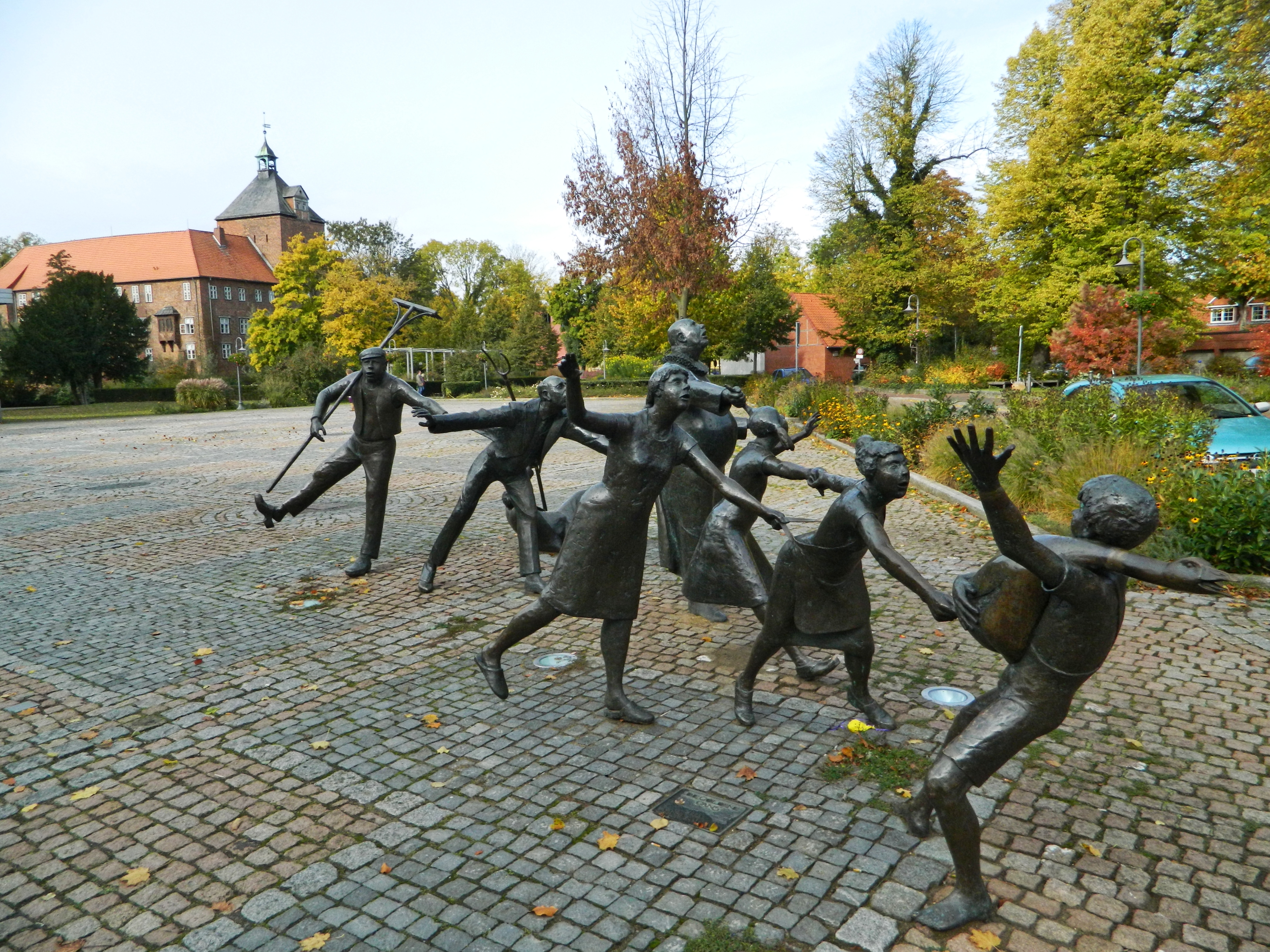
Beeldengroep bij het kasteel Gouden Gans
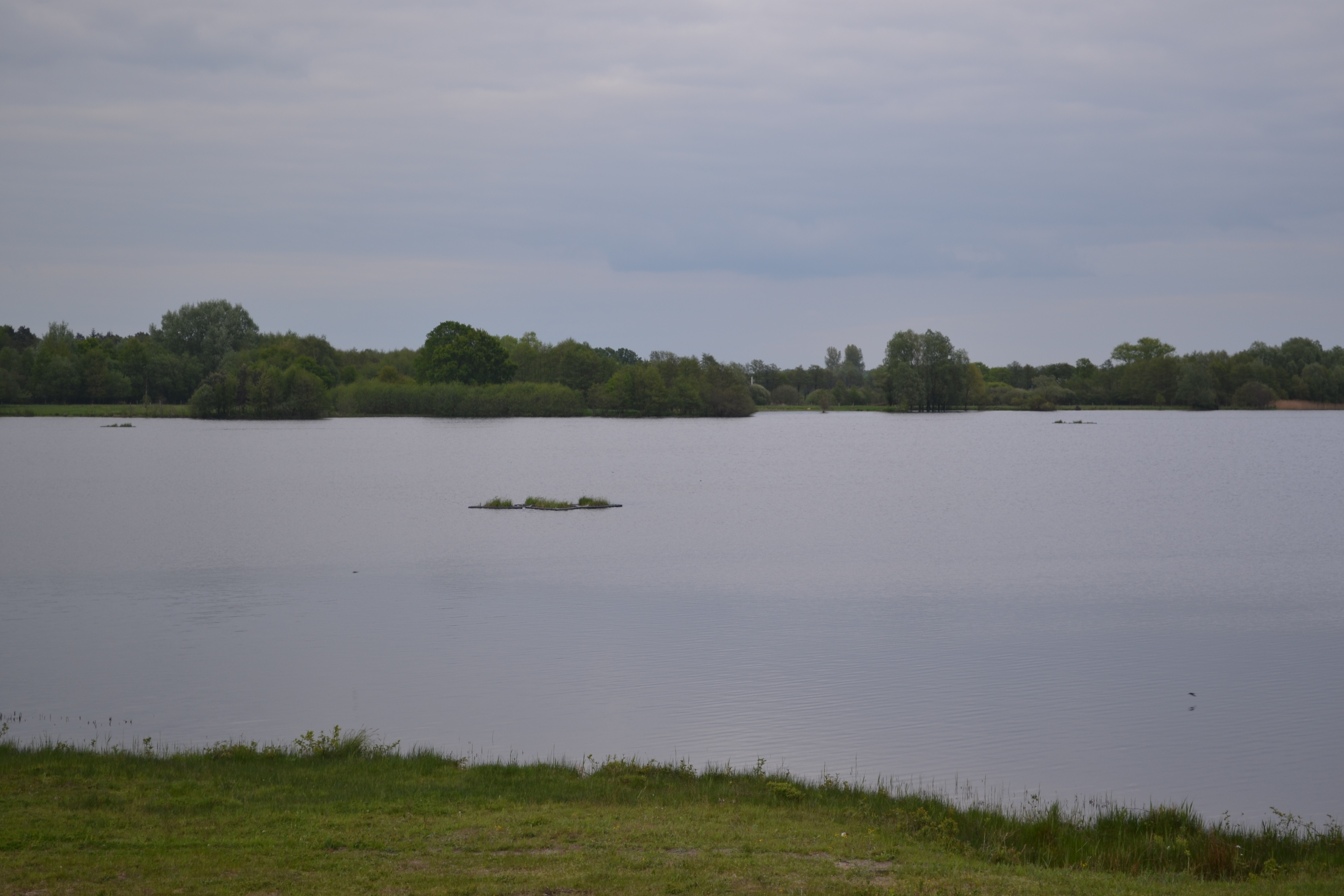
Rethmoorsee
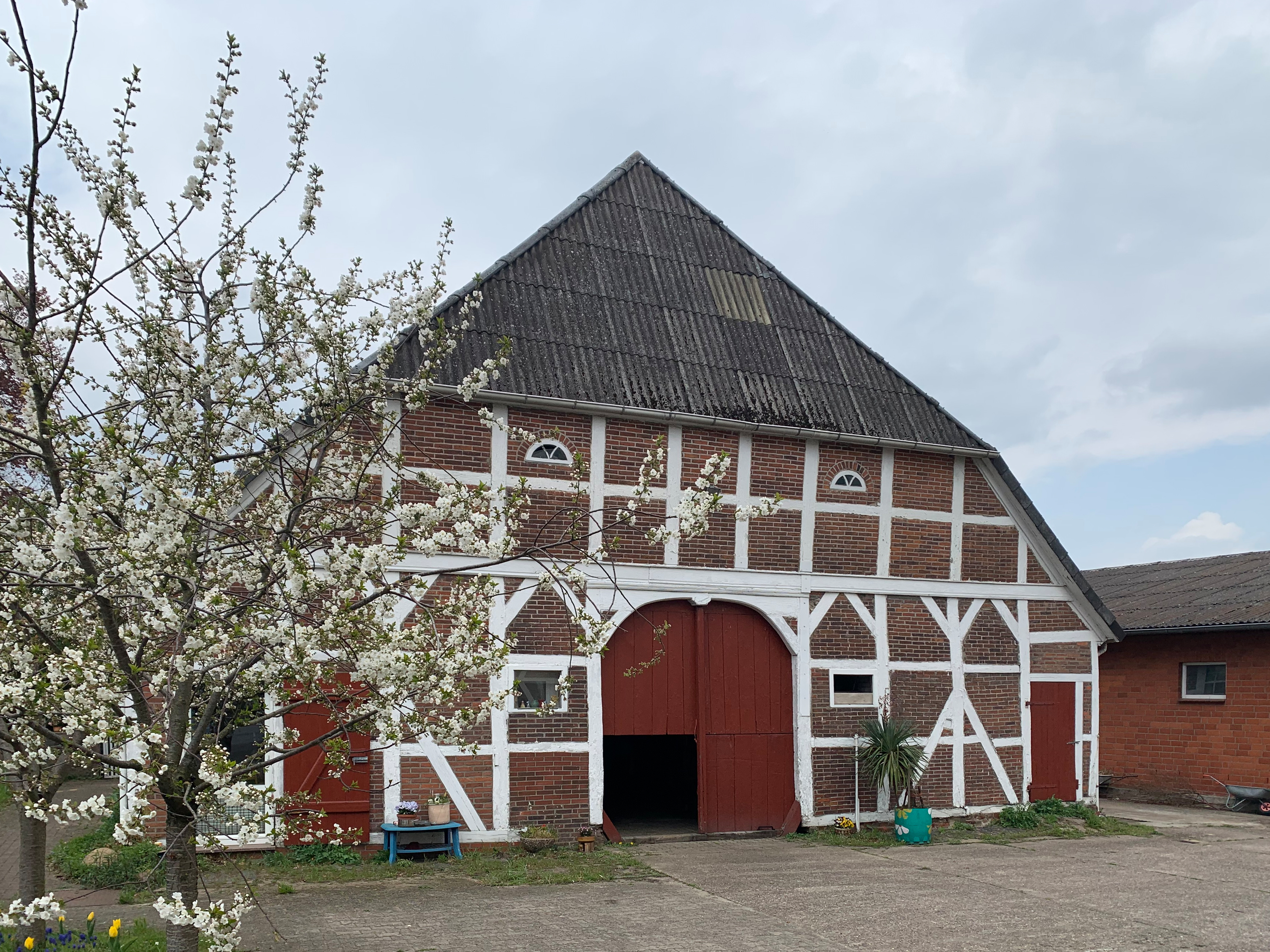
Monumentale, voor de streek typische, boerderij te Borstel
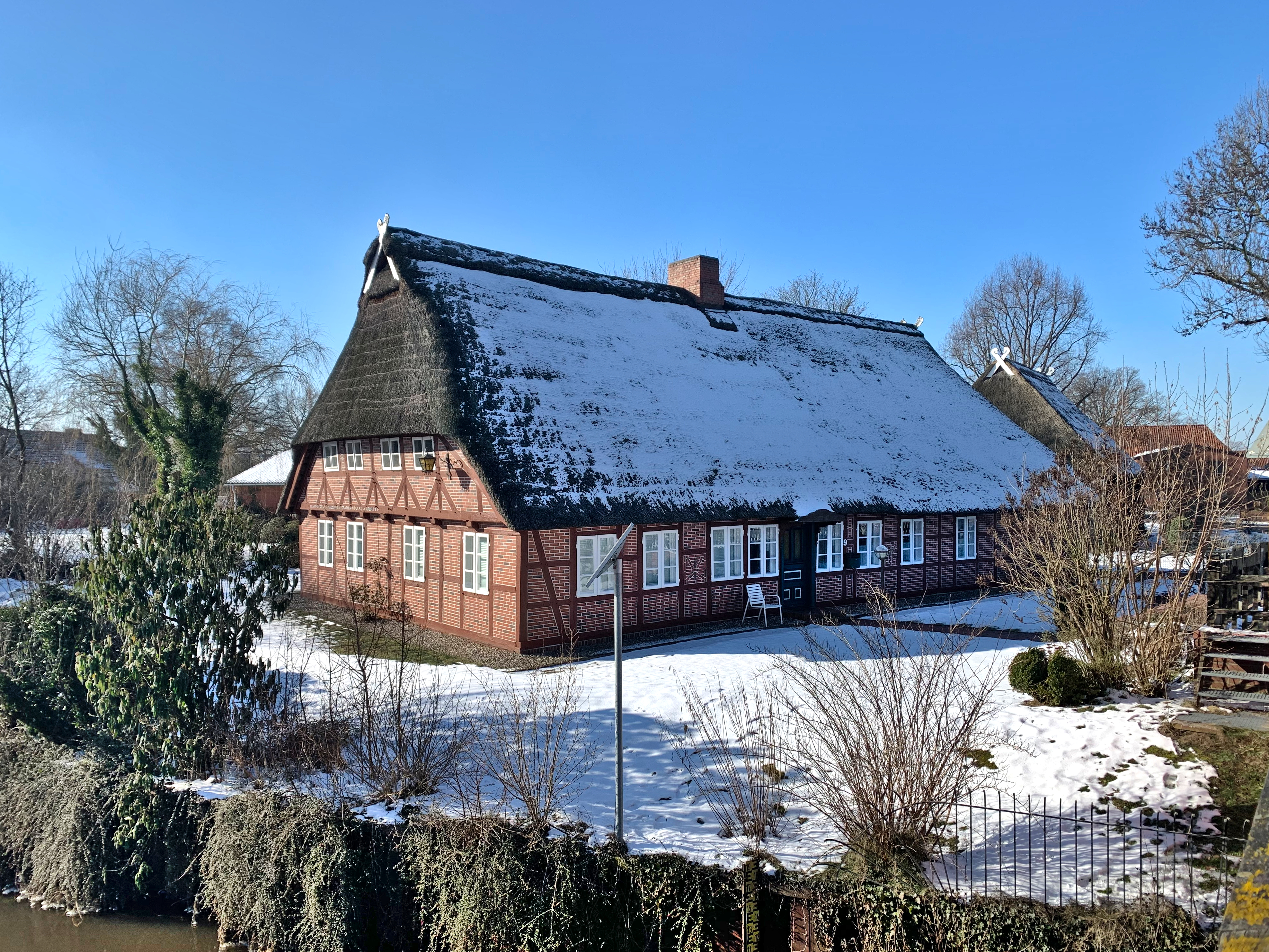
Idem te Roydorf
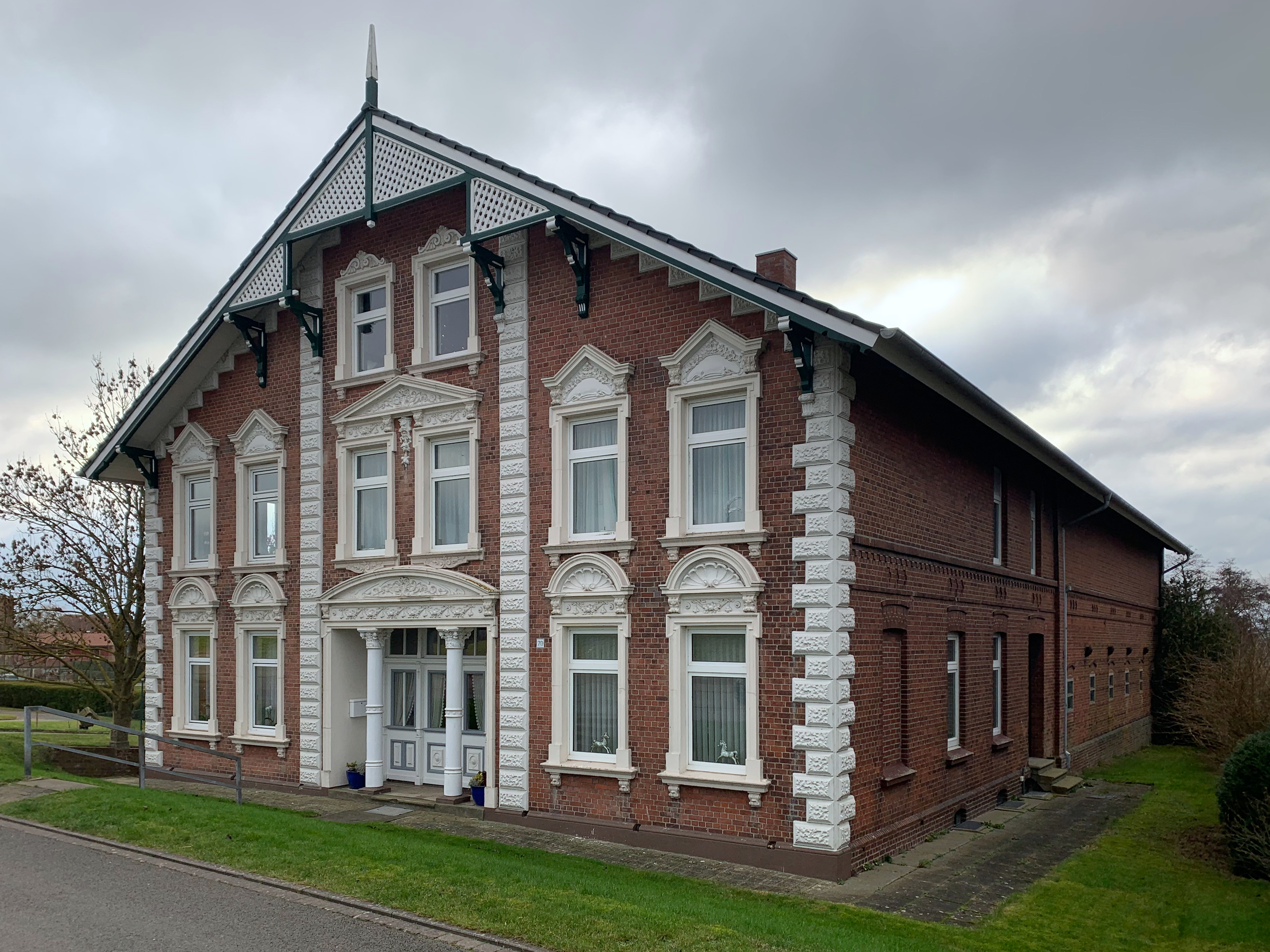
Monumentaal huis aan de Elbedijk te Hoopte
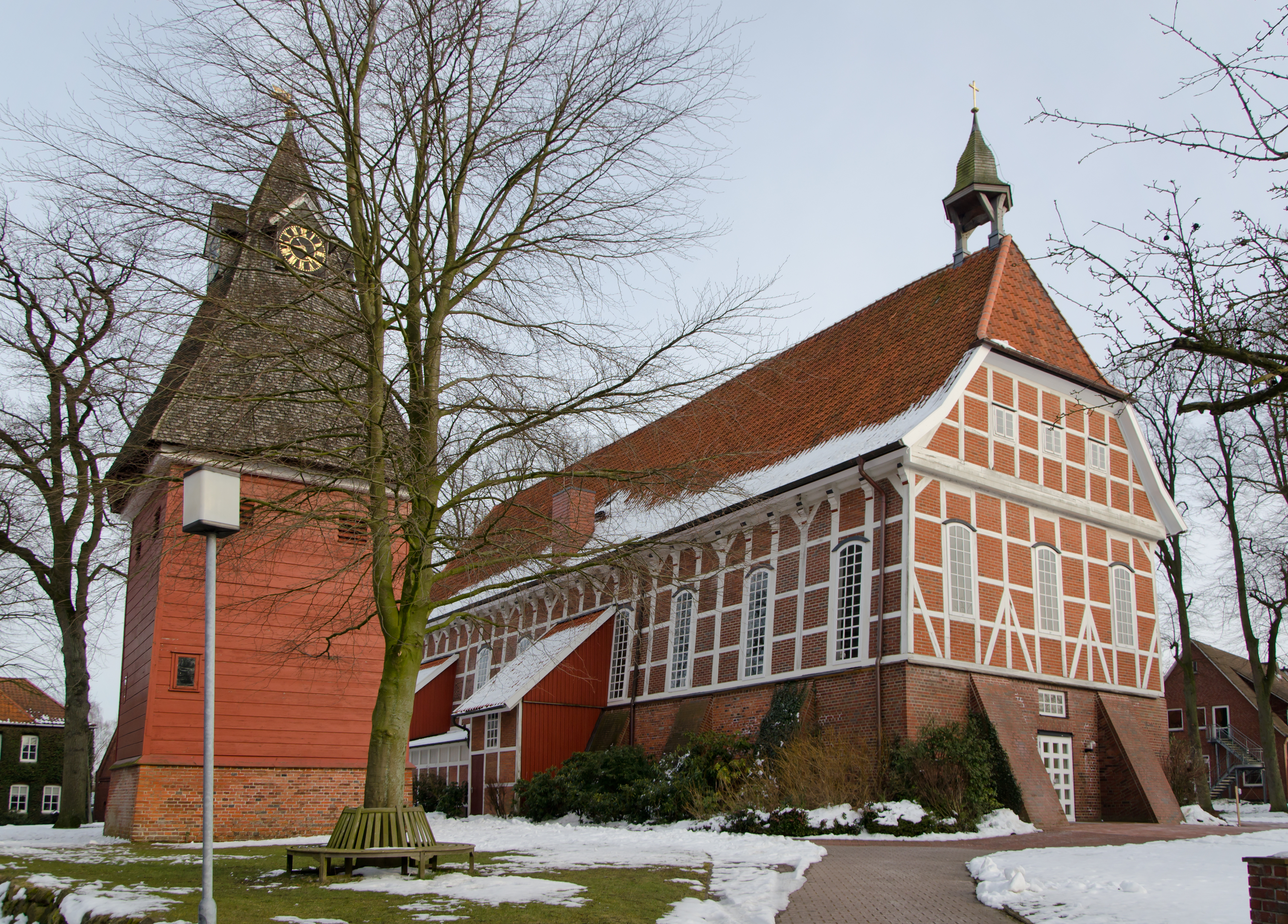
Pattensen, evang.-lutherse Geertruidekerk (1629) met torentje uit 1850

## Belangrijke personen in relatie tot Winsen

### Geboren te Winsen (Luhe)

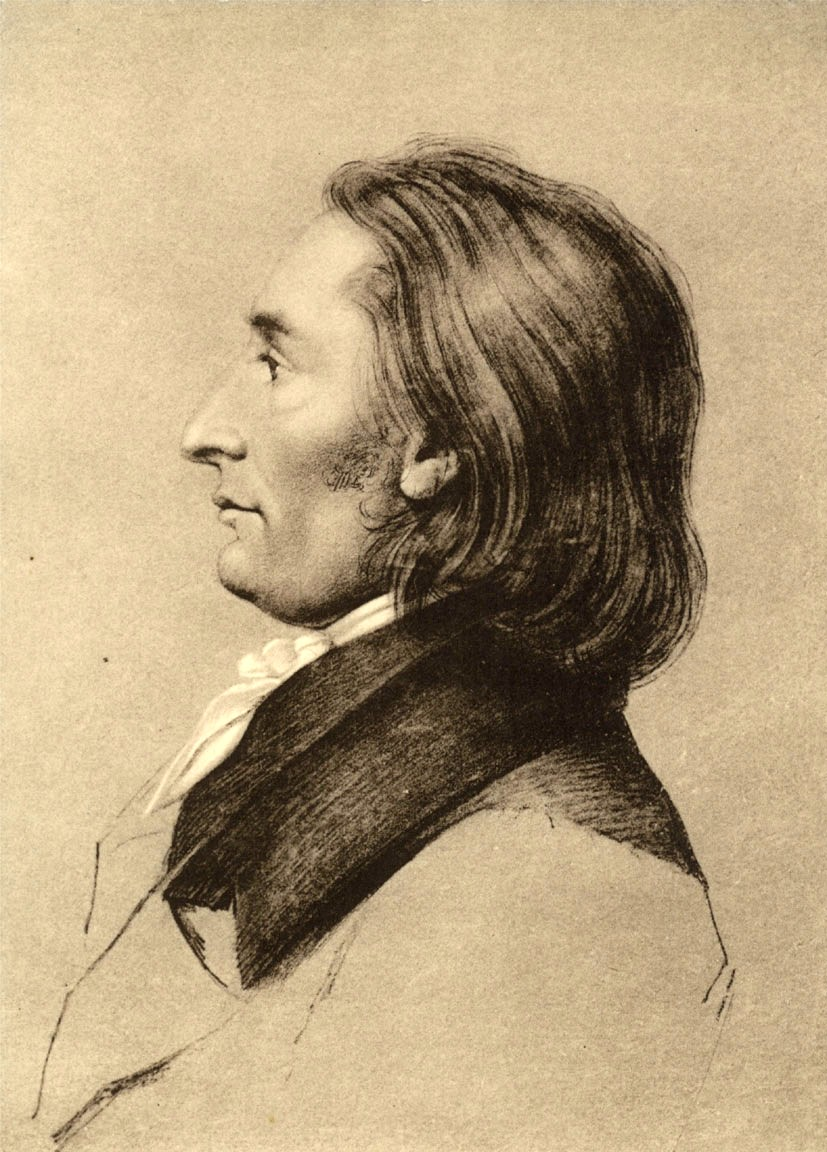
Portret van Johann Peter Eckermann

- Johann Peter Eckermann (Winsen (Luhe), 21 september 1792 - Weimar, 3 december 1854), dichter en bovenal medewerker en vriend van Johann Wolfgang von Goethe
- Agnes Stavenhagen (* 3 september 1860 in Winsen als Agnes Caroline Elise Franzisca Denninghoff; † 30 september 1945 in Bautzen), artiestennaam Agnes Denis, beroemd operazangeres (sopraan). Vooral in de jaren tussen 1886 en plm. 1908 was zij in geheel Europa beroemd.[6]
- Ernst Preczang (Winsen (Luhe), 16 januari 1870 - Sarnen (kanton Obwalden), 22 juli 1949), schrijver en uitgever
- Marlène Charell, geboren als Angela Miebs (Winsen, 27 juli 1944), presentatrice, danseres en zangeres
- Regina Sané-Weber (* 12 april 1963 in Winsen (Luhe)), voormalig gymnaste, behaalde in de ritmische gymnastiek in 1984 olympisch zilver; zij is gehuwd met de oud-profvoetballer Souleyman Sané en de moeder van de profvoetballers Leroy Sané en Sidi Guéssor Sané (* 21 april 2003, in seizoen 2023-24 spelend bij Eintracht Braunschweig, 2e Bundesliga)[7]

### Overigen
- Dorothea van Denemarken (Kolding (DK), 29 juni 1546 - Celle, 6 januari 1617), ook wel bekend als Dorothea van Oldenburg, Deense prinses en door haar huwelijk hertogin van Brunswijk-Lüneburg. Zij liet het kasteel van Winsen, waar zij de laatste circa 25 jaar van haar leven woonde, uitbreiden en verfraaien. Volgens sommige bronnen[8] is zij ook te Winsen en niet te Celle overleden.
- Ernst von Salomon (Kiel, 25 september 1902 - Winsen an der Luhe, 9 augustus 1972), aanvankelijk nazi-gezind, na de Tweede Wereldoorlog politiek meer gematigd schrijver
- Bernd Lucke (Berlijn, 19 augustus 1962), econoom en (tot 2014 zeer rechts) politicus, inwoner van Winsen

## Partnergemeentes
Winsen onderhoudt jumelages met:
- Fukui (Japan)
- Le Pont-de-Claix (Frankrijk)
- Pritzwalk, deelstaat Brandenburg, Duitsland
- Drezdenko (Polen)

## Trivia
- Een traditioneel plattelandsfeest in de wintertijd, Faslam, wordt in diverse tot de gemeente Winsen behorende dorpen nog gevierd. Het komt er grotendeels op neer, dat kinderen en tieners van deur tot deur gaan, een versnapering of wat geld opsnorren en daarvan aan het eind van Faslam een feestmaal houden. Ook gaat Faslam gepaard met carnaval-achtige optochten, verkleedpartijen en dansfeesten, zowel voor kinderen, jongeren als volwassenen. De gebruiken zijn van dorp tot dorp verschillend.

- Een culinaire traditie in Winsen en omgeving is, eind februari of begin maart, het Stintessen. Daarbij eet men als warme maaltijd spiering (het gehele visje behalve de kop), gewenteld in roggemeel en in de koekenpan gebraden. Daarbij worden gebakken aardappelen geserveerd.